# 线性脊状网
线性脊状网格（Linear ridge networks）在火星各处的陨坑内外都有发现，这些特征也被称为“多边形脊状网格”、“箱形脊”和“网状脊”等。脊线通常显示为格子状相交的大段直线，它们长数百米，高几十米，宽数米。据认为，撞击会在地表形成裂缝，后来这些裂缝又充当了流体通道，液体使结构胶结凝固。随着时间的推移，周围的材料被侵蚀掉，从而留下了坚硬的凸脊。有理由认为，火星上的撞击会产生裂缝，因为地球上的断层常形成于撞击坑中。可以猜测这些脊状网格是岩脉，但与这些方向变化不定的凸脊相比，岩脉的走向或多或少是相同的。由于脊线出现在有粘土的地方，这些地层可作为粘土的标志，粘土的形成需要水，这里的水可以支持这些地方过去的生命，粘土也可以保存化石或其他曾经的生命痕迹。
这些山脊线可能产生于大型撞击时，由熔融岩石和/或碎石（角砾岩）构成的裂缝、断层或岩脉。2017年，奎因（Quinn）和埃尔曼（Ehlmann）提出了一种沉积物堆积的形成机制，沉积物最终经历成岩作用，导致体积缩小和断裂，在侵蚀暴露出裂缝后，裂缝中灌满了可能为酸性硫酸盐流体的矿物。更多的侵蚀去除了较松软的地层，留下了更耐侵蚀的凸脊[。如果撞击造成的岩脉是由撞击热量产生的纯熔岩构成，则它也被称为“假玄武玻璃”（pseudotachylite）。此外，由于撞击中产生的热量，可能还涉及到热液作用。一组研究奥基陨击坑的科研人员报告了热液作的有力证据，该陨石坑中的脊线可能是在撞击产生的裂缝之后形成的。他们通过火星勘测轨道飞行器上的仪器，发现了蒙脱石、二氧化硅、沸石、蛇纹石、碳酸盐以及地球上撞击诱发的热液系统中常见的绿泥石     。其他研究火星陨石坑的科学家也提供了火星撞击后热液系统的另外证据  。
由于凸脊线似乎只发现于较旧的地壳中，据信，它们发生在火星地质史的早期，当时有更多更大的小行星撞击该行星，这些早期撞击可能导致早期地壳中布满了相互连接的通道 。这些网格在包括阿拉伯高地（阿拉伯区）、子午线高原北部、太阳高原、诺亚高地（挪亚区）、亚特兰提斯混沌和内彭西斯桌山群（第勒尼安海区）等火星许多区域都有发现。
在梅杜莎槽沟层东部发现了一处稍有不同的山脊地层；这些深色的凸脊有50米高并被侵蚀成黑色的巨石。有人认为，在被熔岩流包围的梅杜莎槽沟地层中存在熔岩填塞的裂缝。

## 第勒尼安海区的线性脊状网
其中一些可能形成于撞击后产生的热液系统。

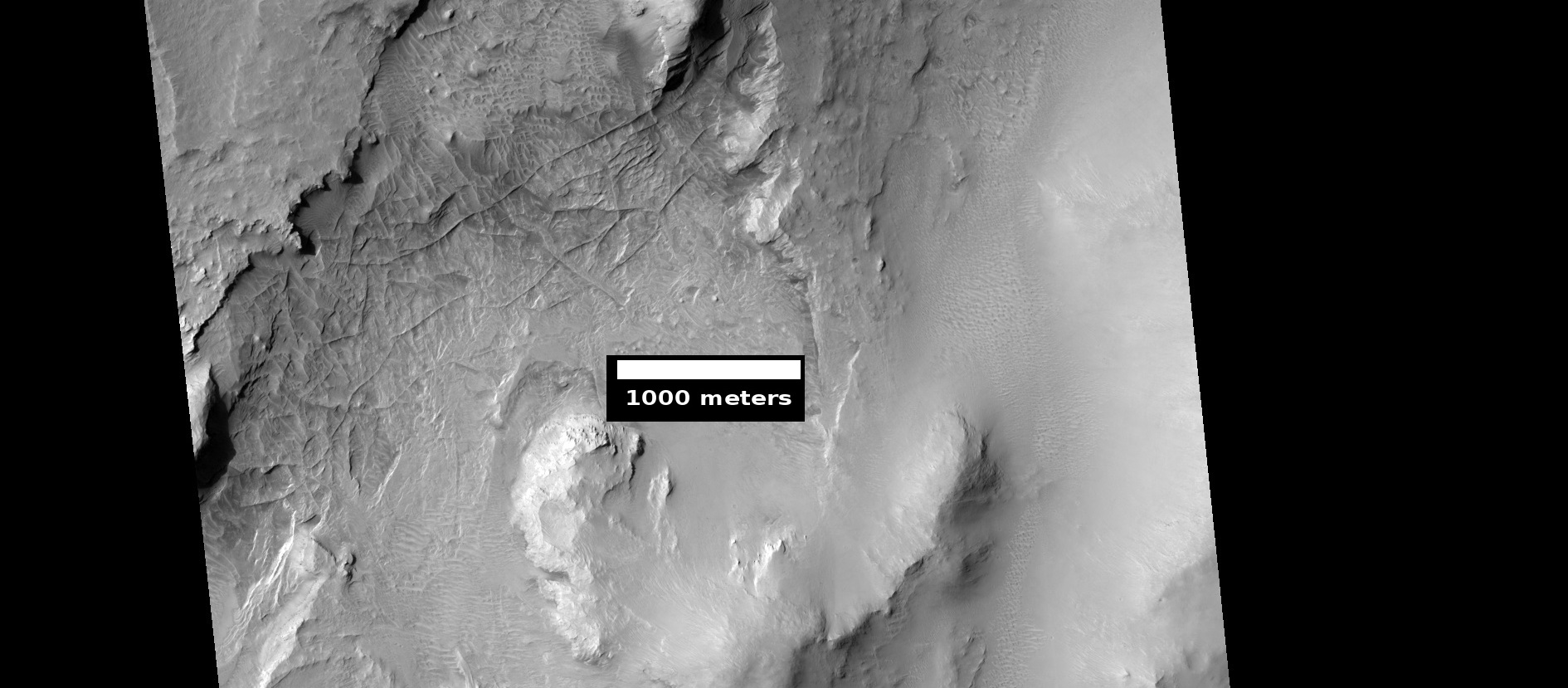
HiWish计划下高分辨率成像科学设备看到的线性脊状网格。
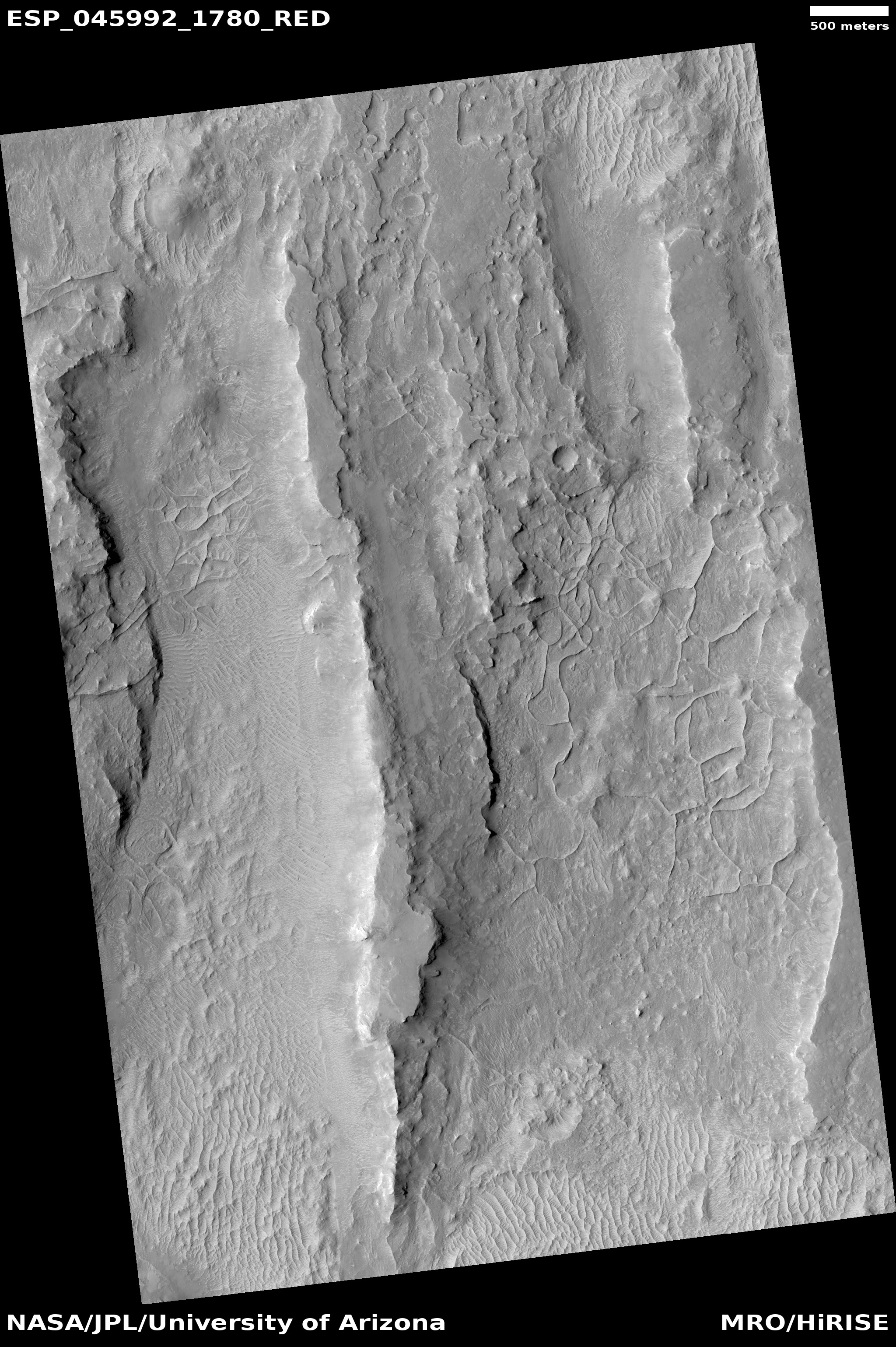
HiWish计划下高分辨率成像科学设备拍摄的数组线性山脊全景图。
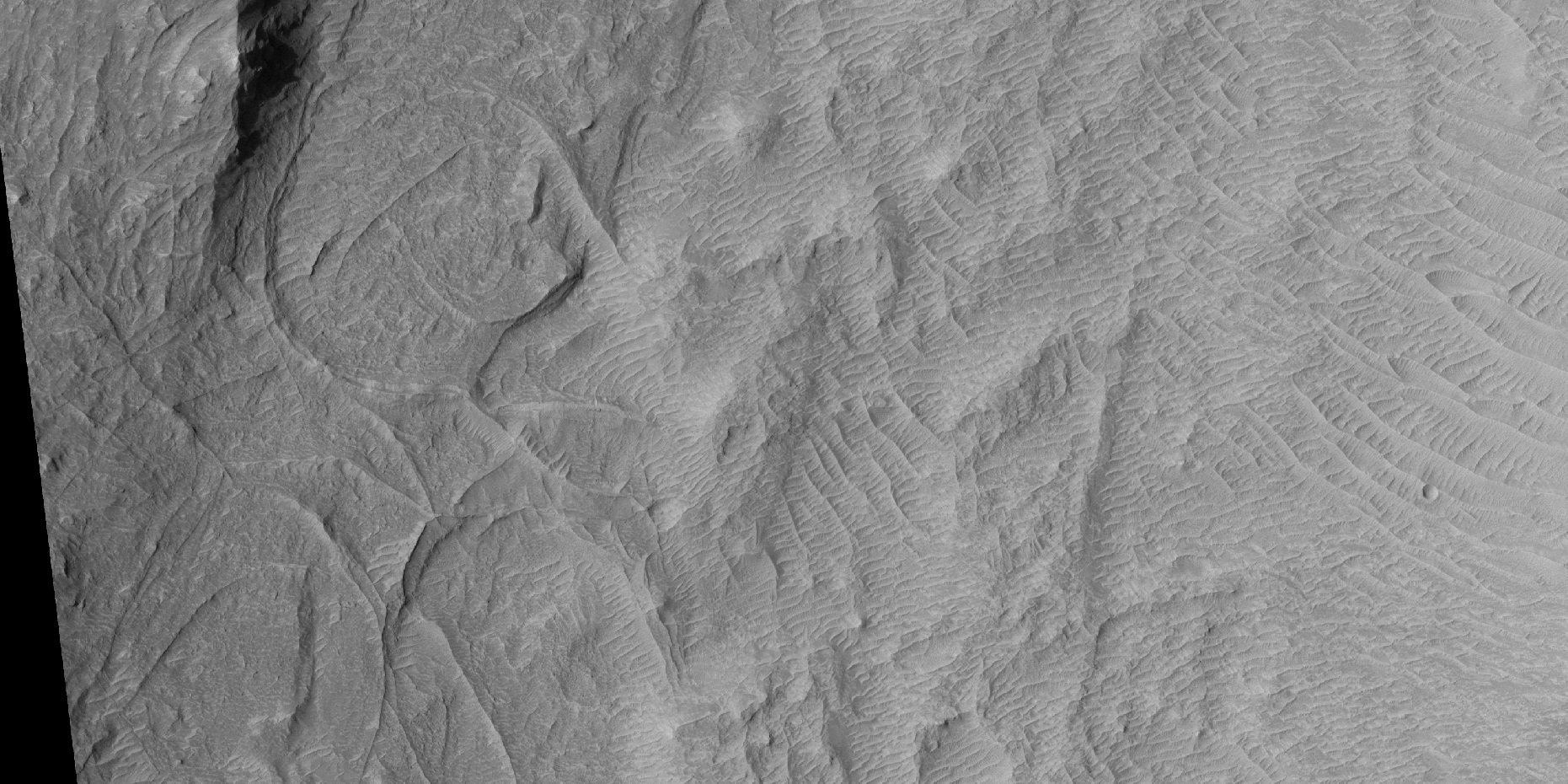
HiWish计划下高分辨率成像科学设备看到的弯曲山脊近景，意：这是前一幅图像的放大版。
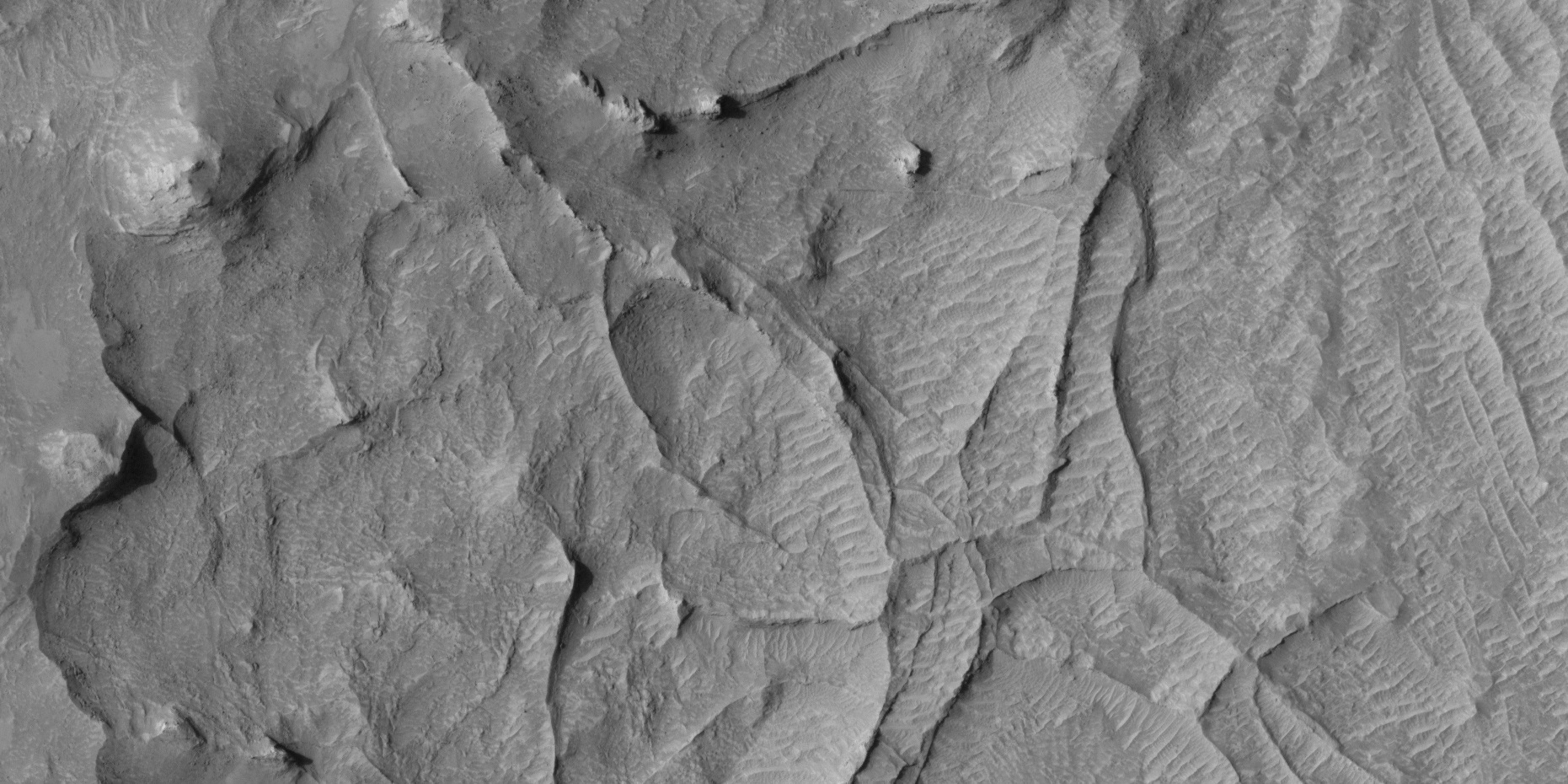
HiWish计划下高分辨率成像科学设备显示的上一张图像中的脊线近景。
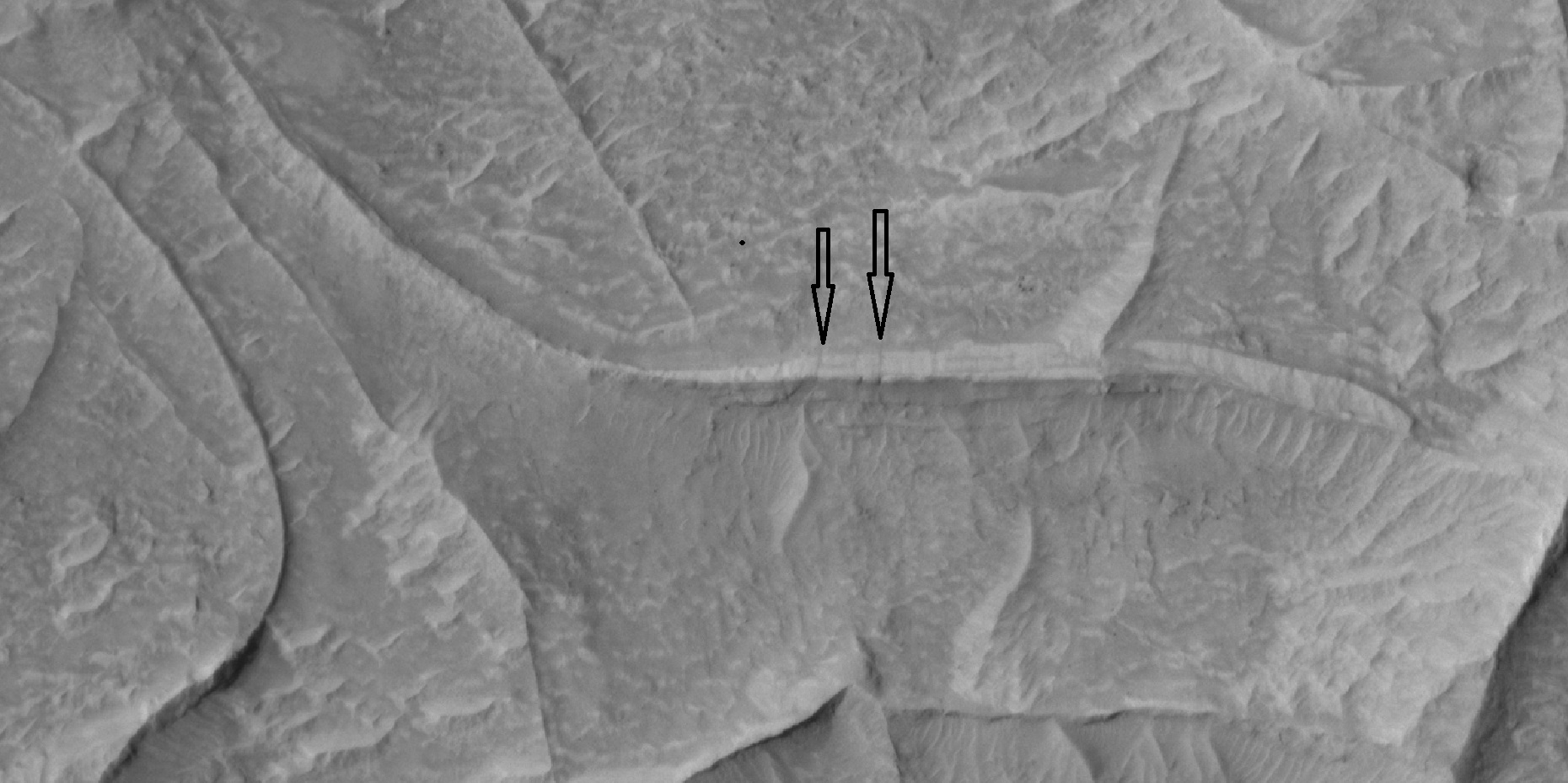
HiWish计划下高分辨率成像科学设备显示的上一张图像中的脊线近景，箭头指示了凸脊断裂处。
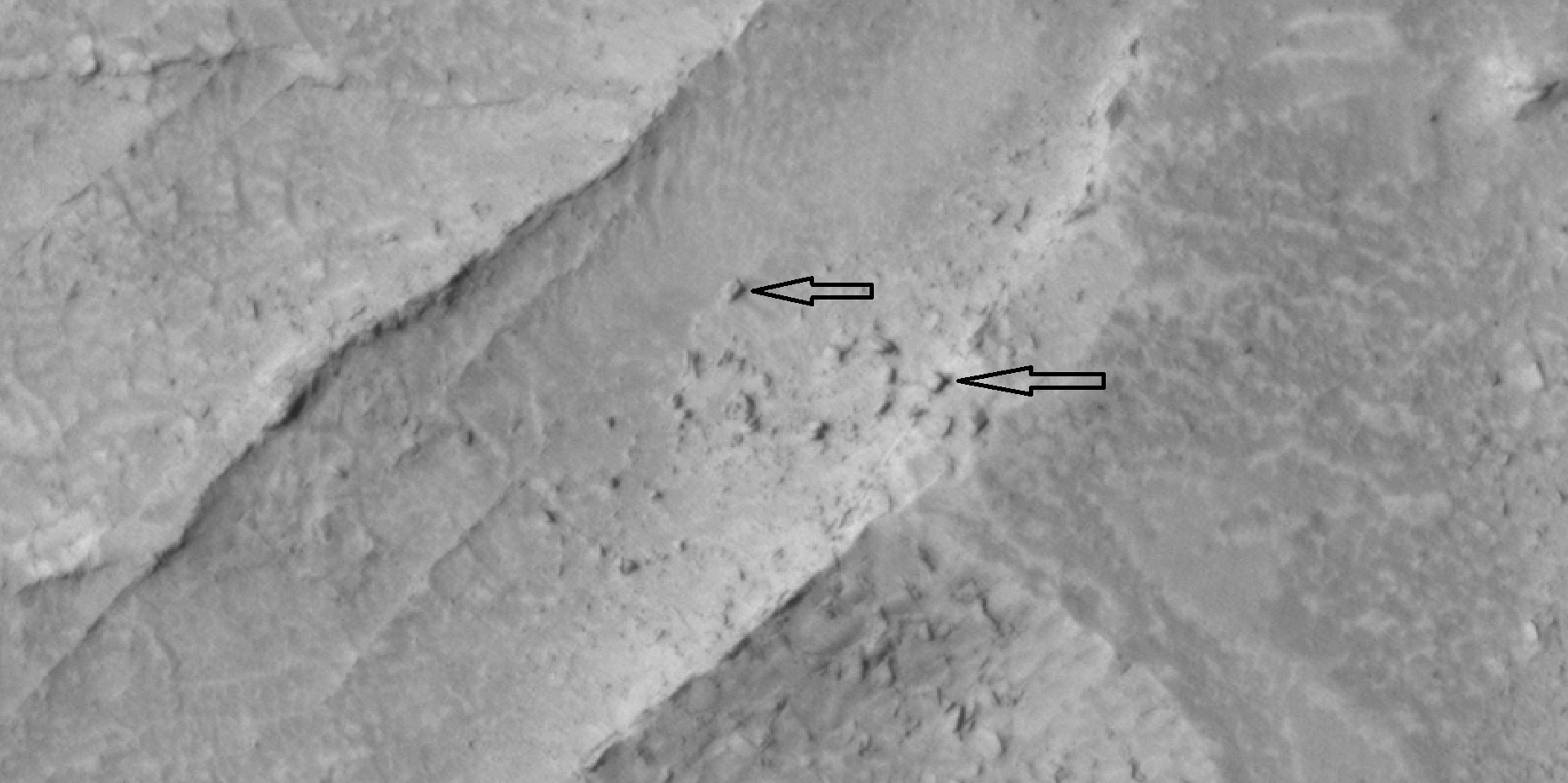
HiWish计划下高分辨率成像科学设备显示的可能是山脊断裂后形成的块体。

## 卡西乌斯区的线性脊状网

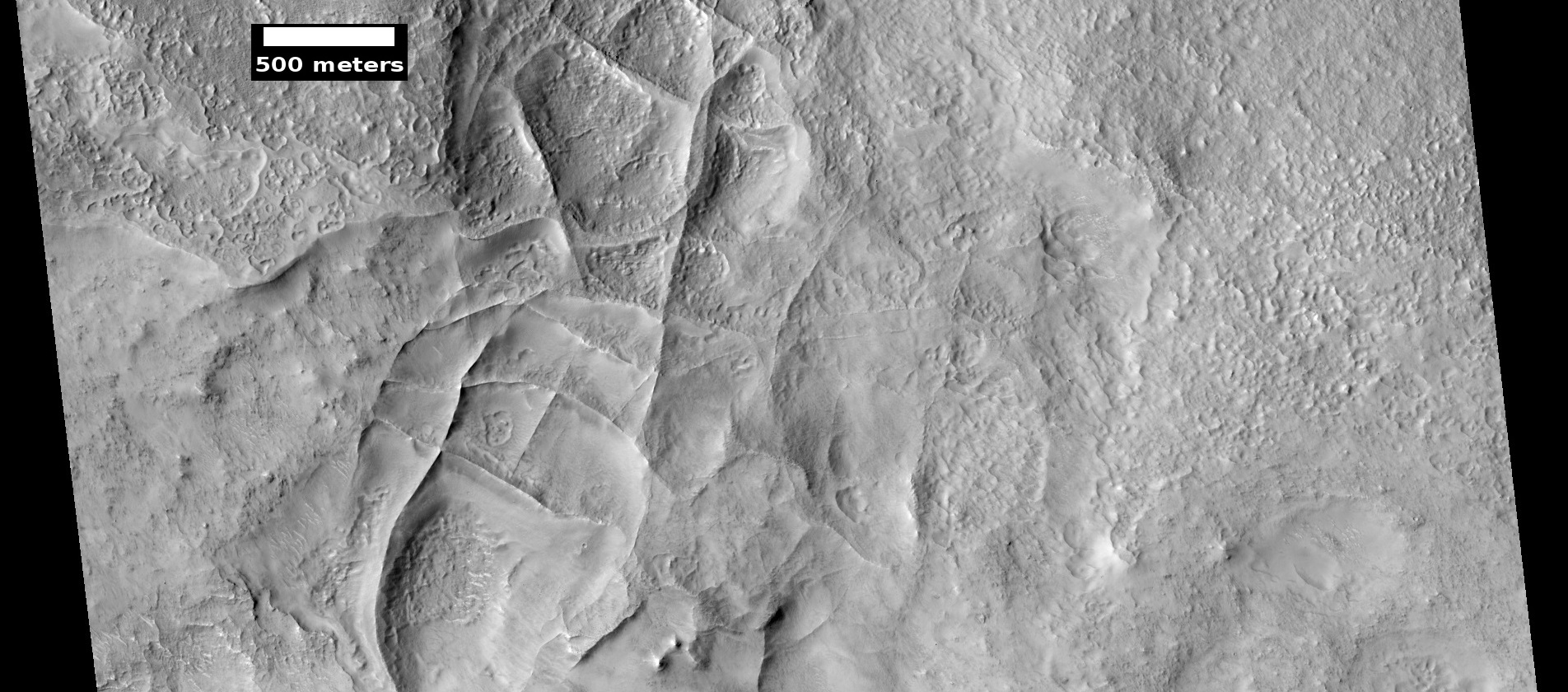
HiWish计划下高分辨率成像科学设备看到的脊线网，脊线可通过多种方式形成。
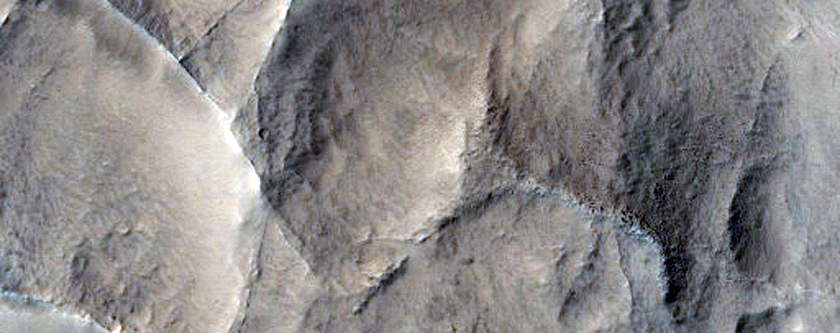
HiWish计划下高分辨率成像科学设备显示的上一张图像中脊线的彩色特写。
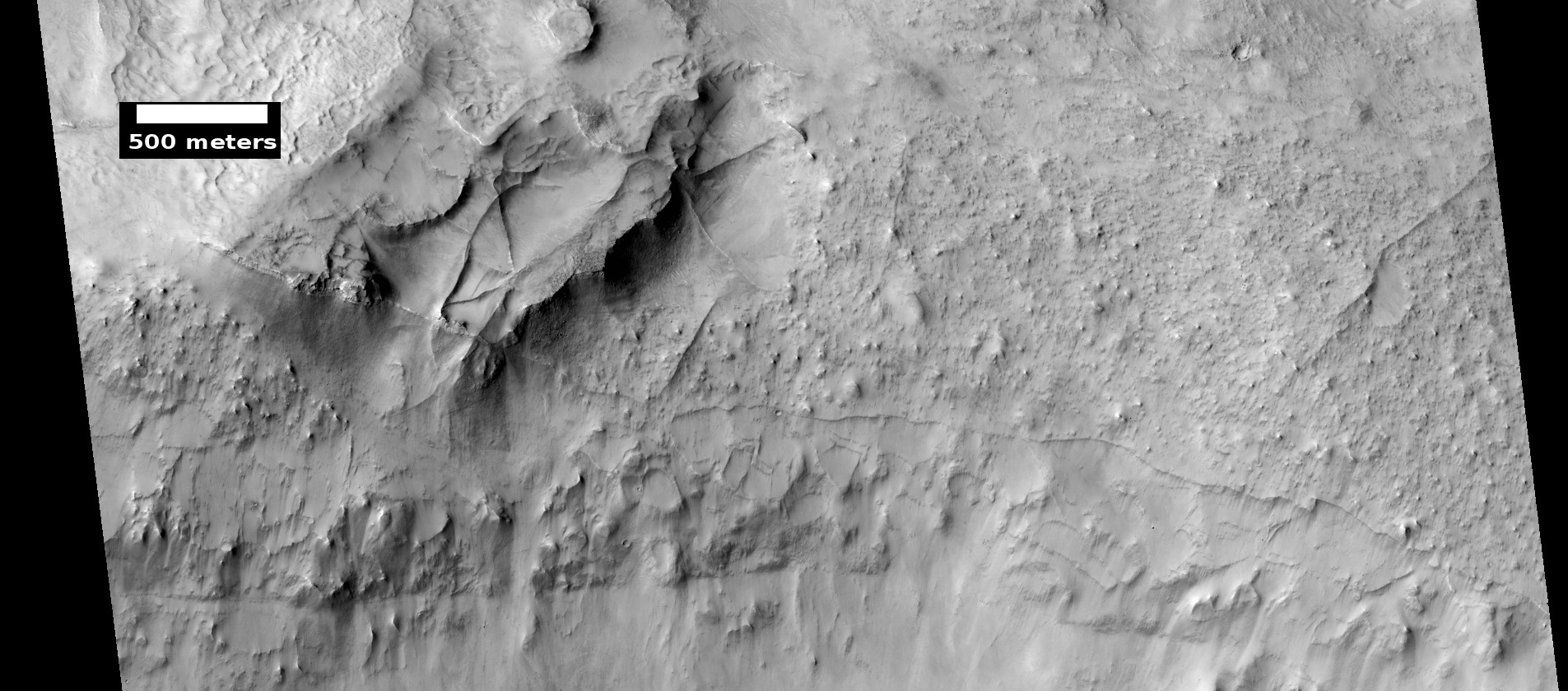
HiWish计划下高分辨率成像科学设备看到的与前两张图像相同位置的更多脊线。
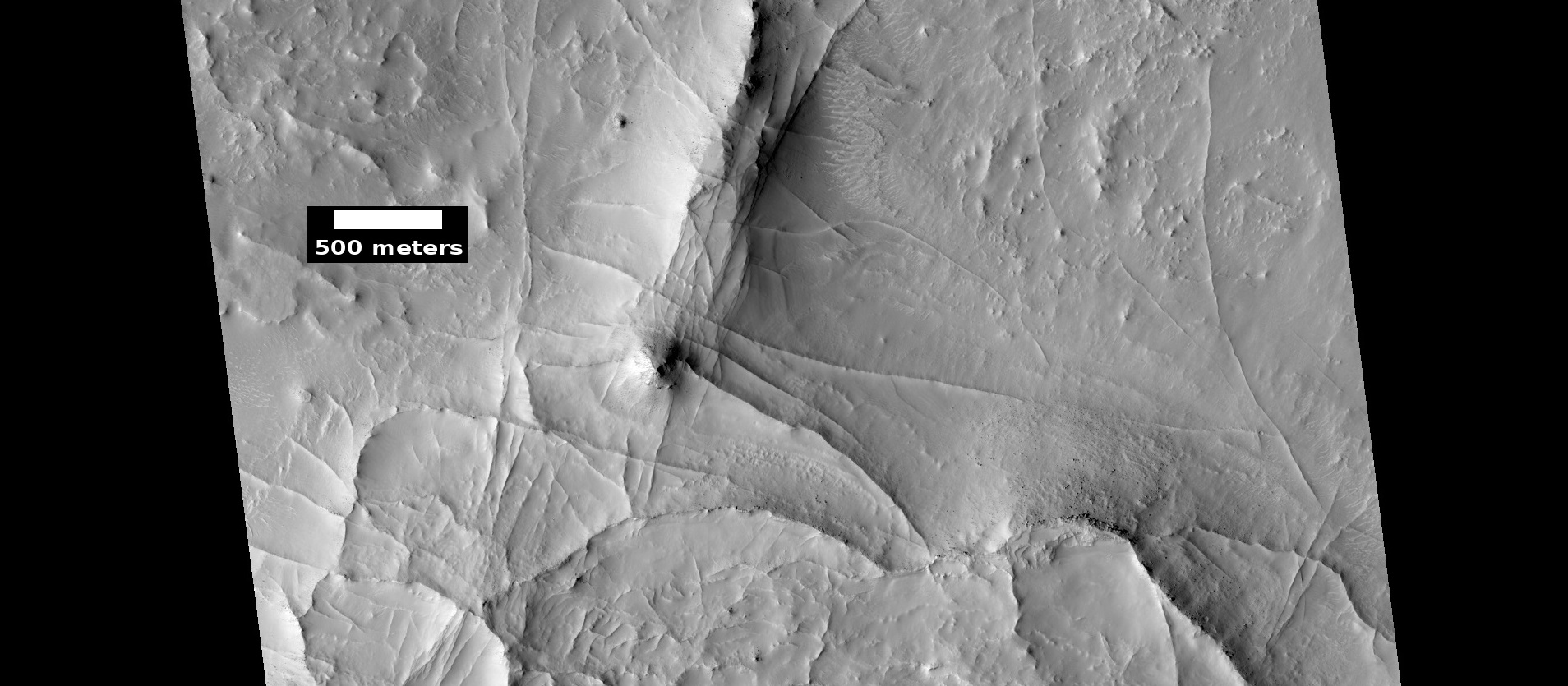
HiWish计划下高分辨率成像科学设备看到的线性脊状网。
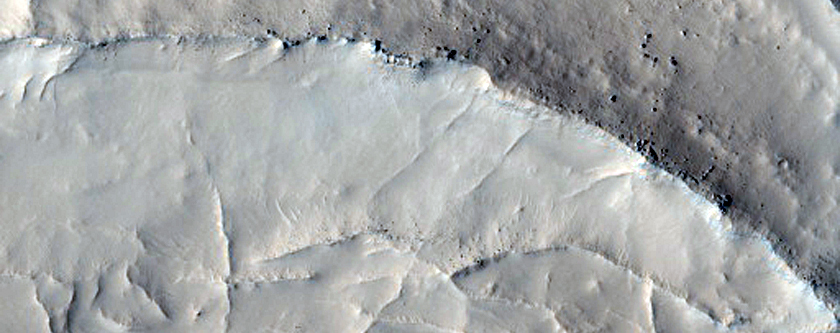
HiWish计划下高分辨率成像科学设备显示的前一图像中脊线的彩色特写。
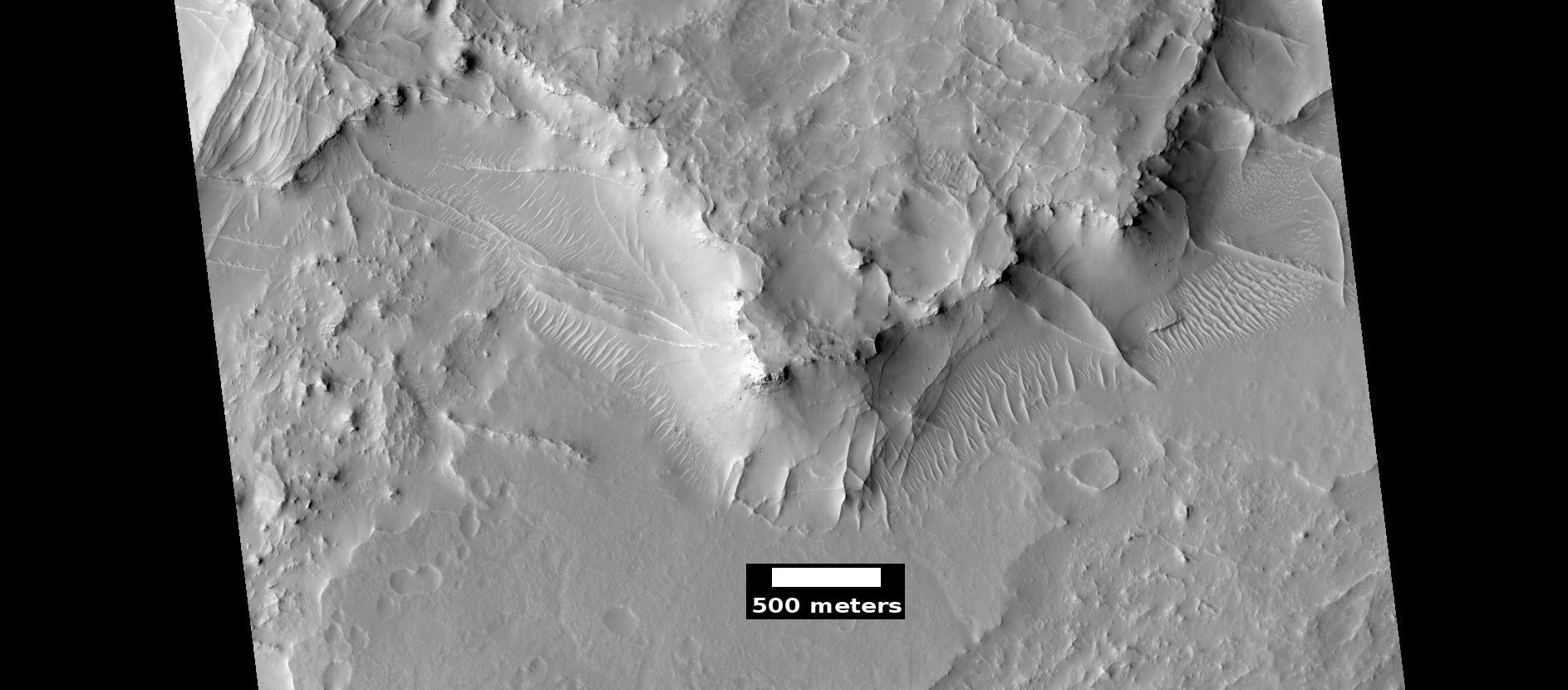
HiWish计划下高分辨率成像科学设备显示的与前两幅图像相同位置的更多线性脊状网。

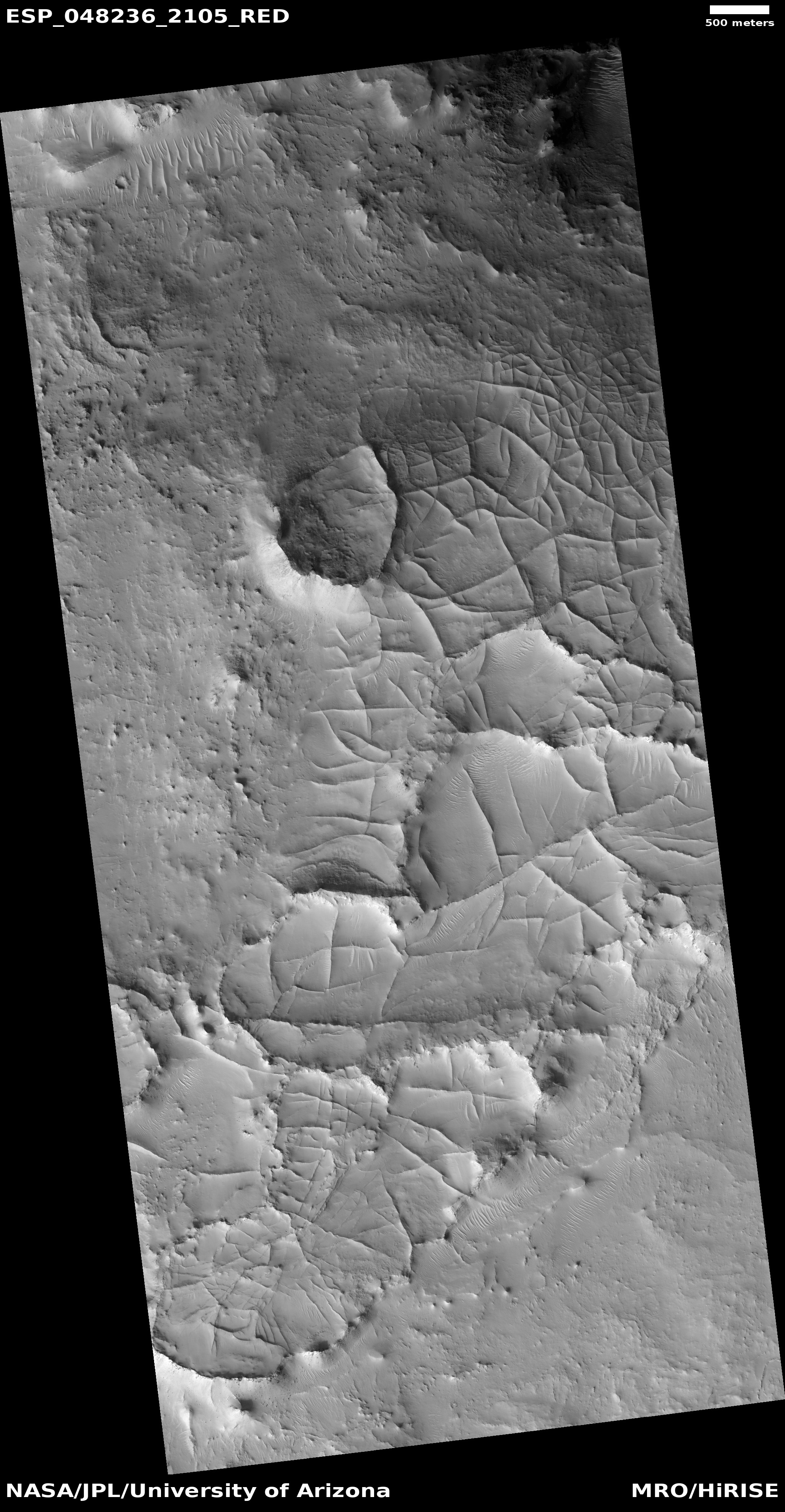
HiWish计划下高分辨率成像科学设备显示的线性脊状网广角视图，下幅图像将放大该图像的部分区域。
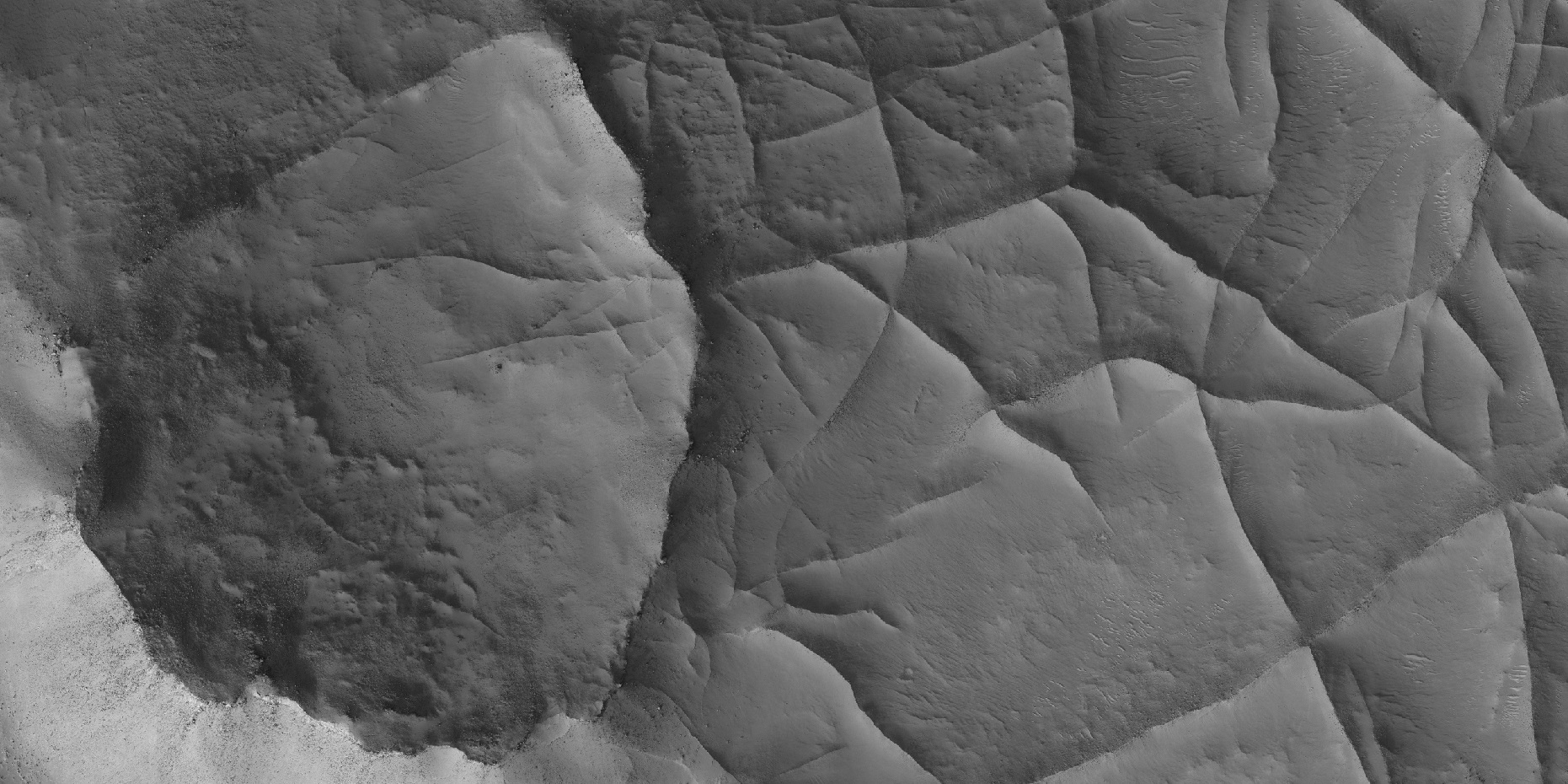
HiWish计划下高分辨率成像科学设备看到的线性脊状网近景，这是前一幅图像的放大版。
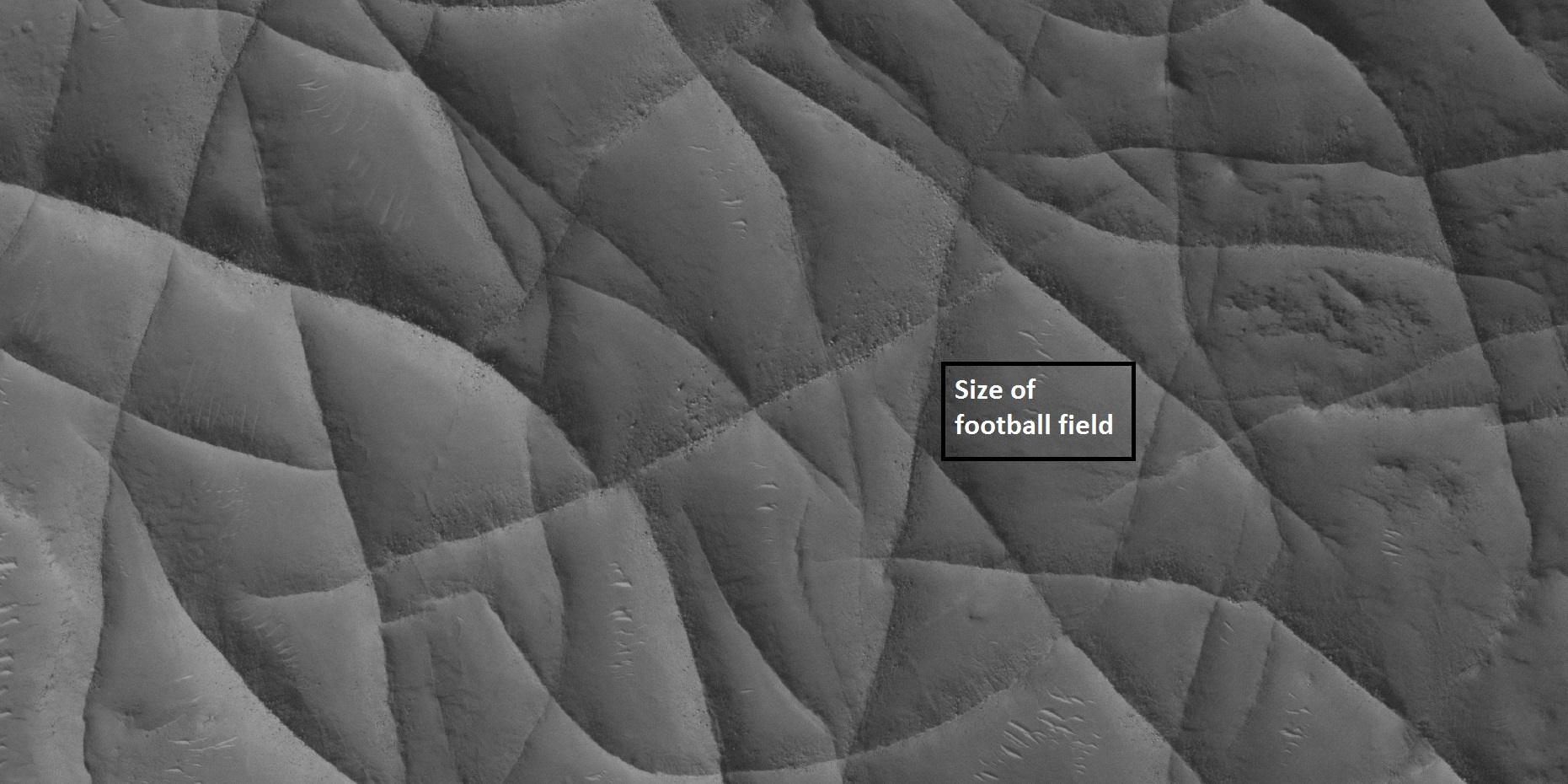
HiWish计划下高分辨率成像科学设备看到的线性脊状网近景，这是前一幅图像的放大版，方框显示了足球场大小的区域。
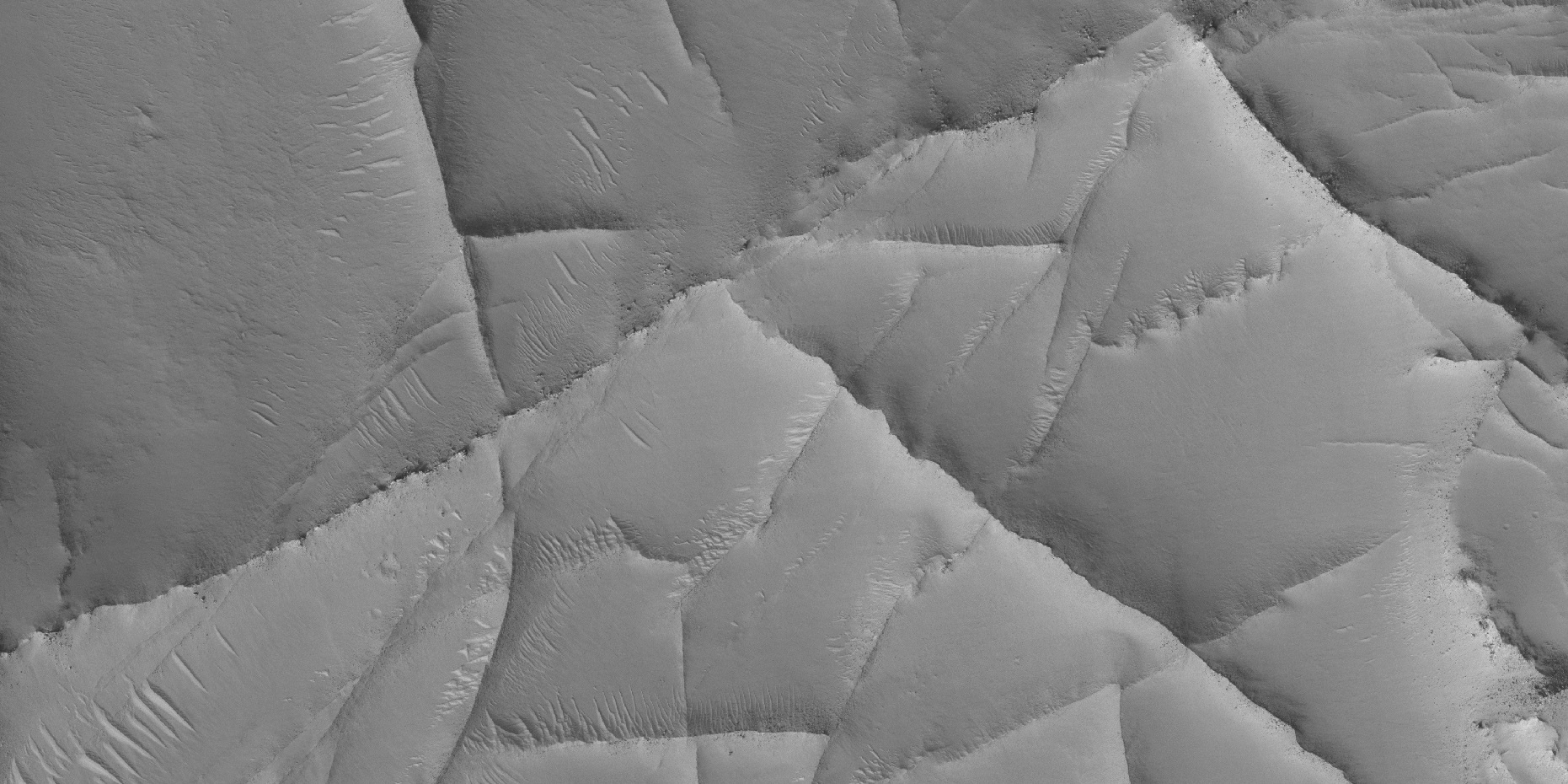
HiWish计划下高分辨率成像科学设备看到的线性脊状网近景，这是前一幅图像的放大版。
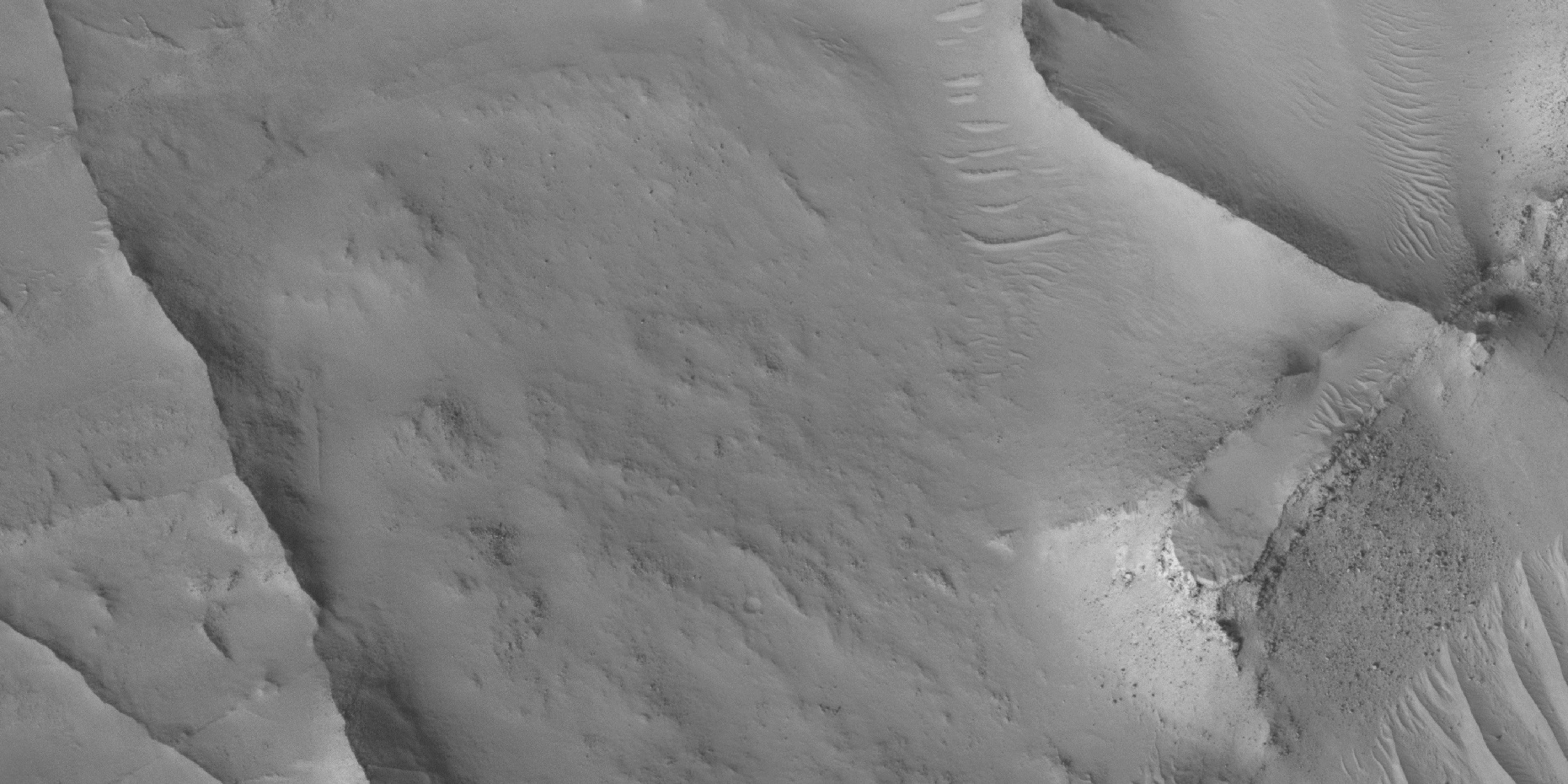
HiWish计划下高分辨率成像科学设备看到的脊线近景，这是之前图像的放大版，图像中有一座显示出岩层的小桌山。
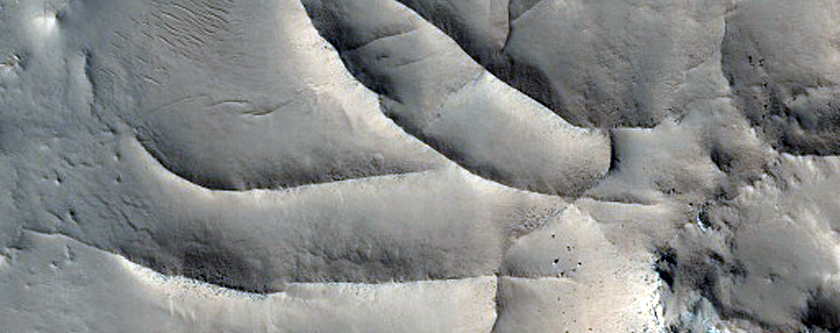
HiWish计划下高分辨率成像科学设备显示的线性脊状网彩色近景图，这是之前图像的放大版。

## 大瑟提斯区的线性脊状网

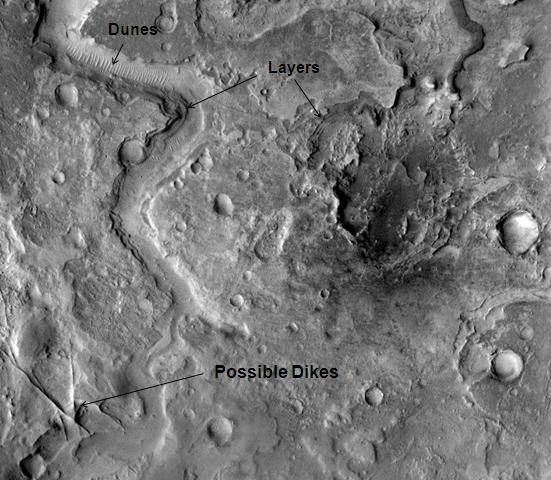
高分辨率成像科学设备显示的大瑟提斯区的火星谷 ，笔直的脊线可能是以前以液态岩石形态流淌的岩脉。
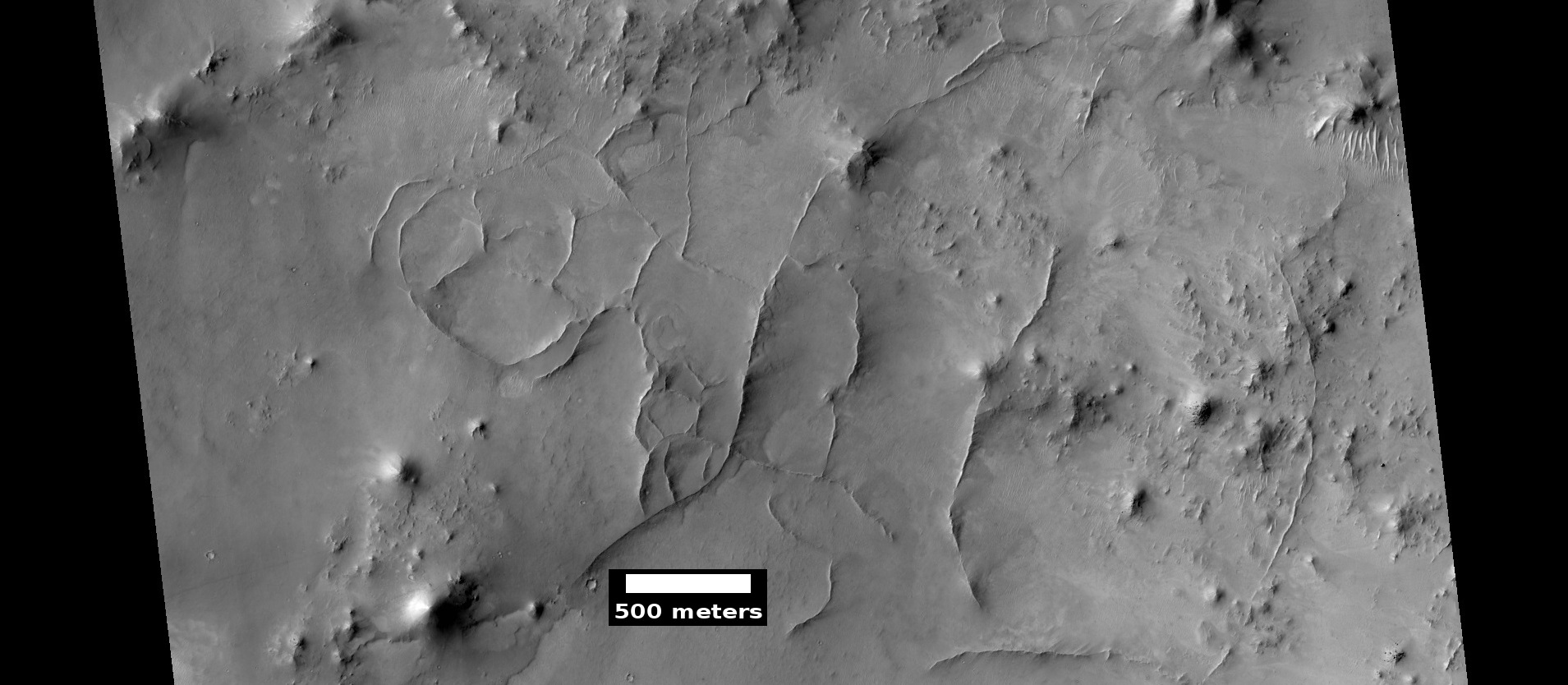
高分辨率成像科学设备看到的凸脊线 ，这些可能是岩脉或断层导致的结果。

## 法厄同区的线性脊状网

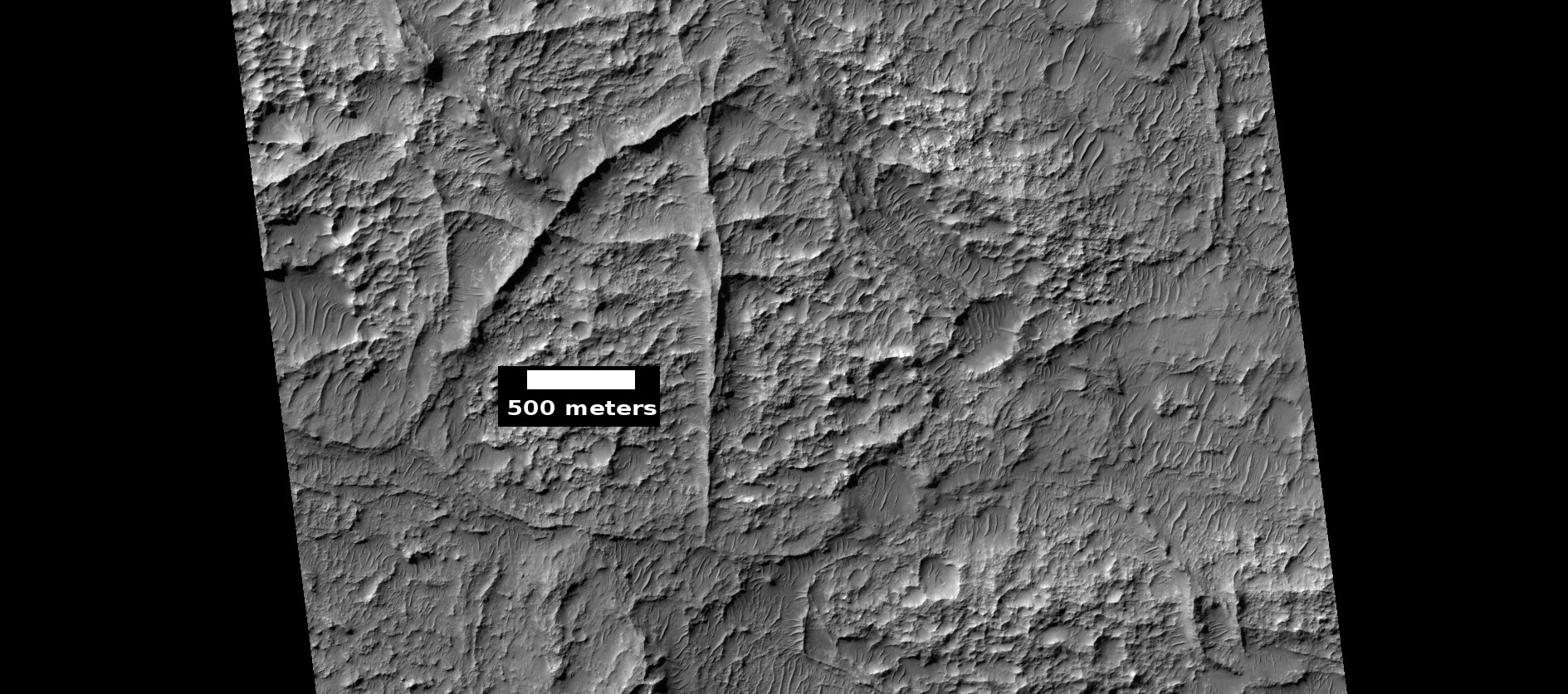
HiWish计划下高分辨率成像科学设备看到的线性脊状网。
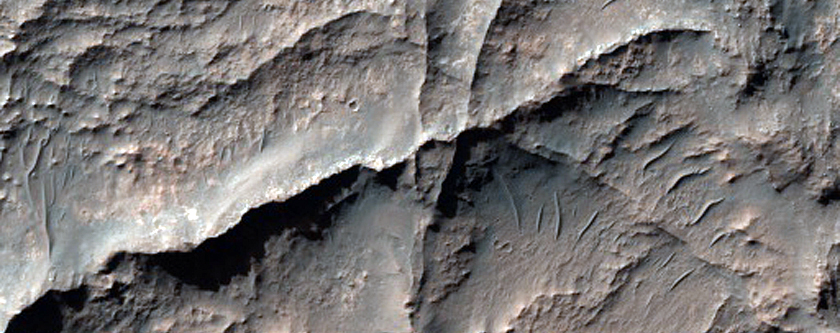
HiWish计划下高分辨率成像科学设备显示的上一图中的线性脊状网络特写。
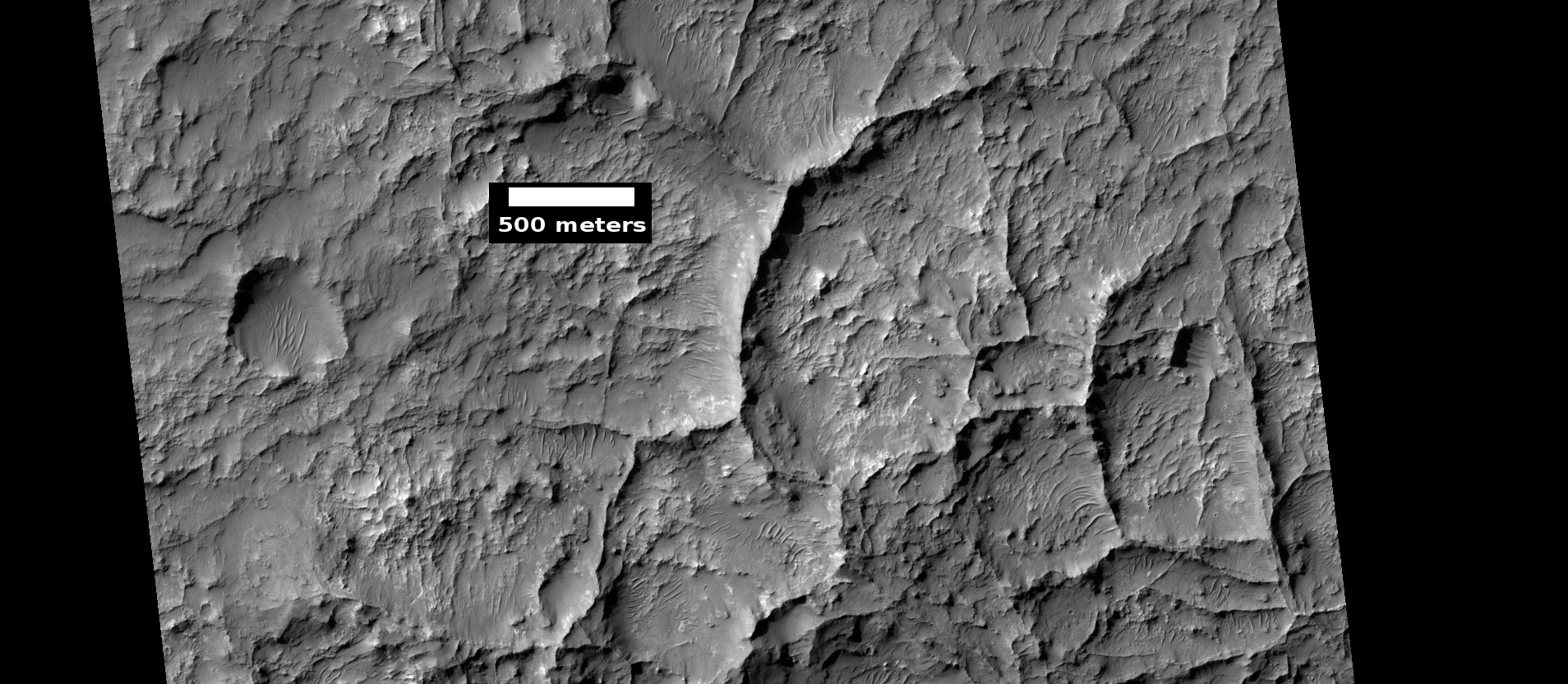
HiWish计划下高分辨率成像科学设备看到的线性脊状网。
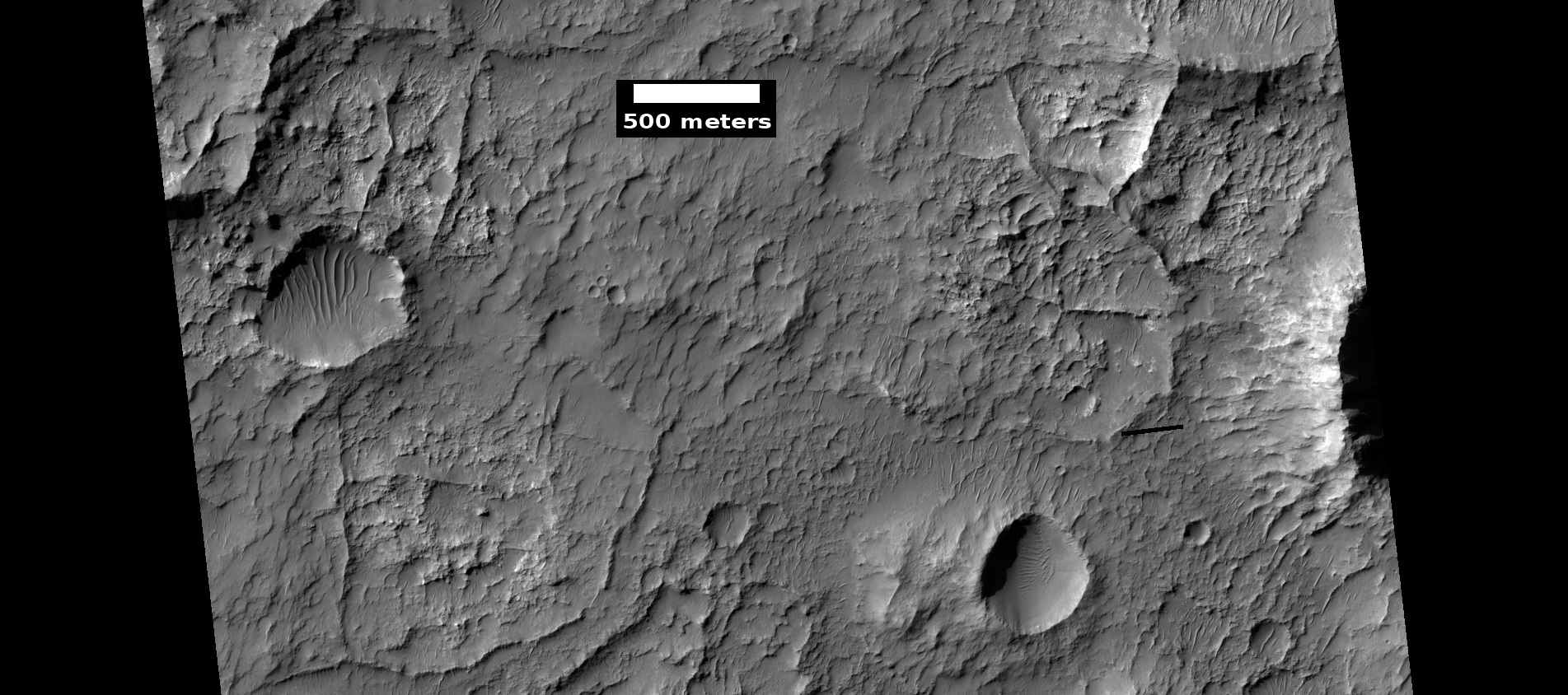
HiWish计划下高分辨率成像科学设备看到的线性脊状网。

## 亚马逊区的线性脊状网

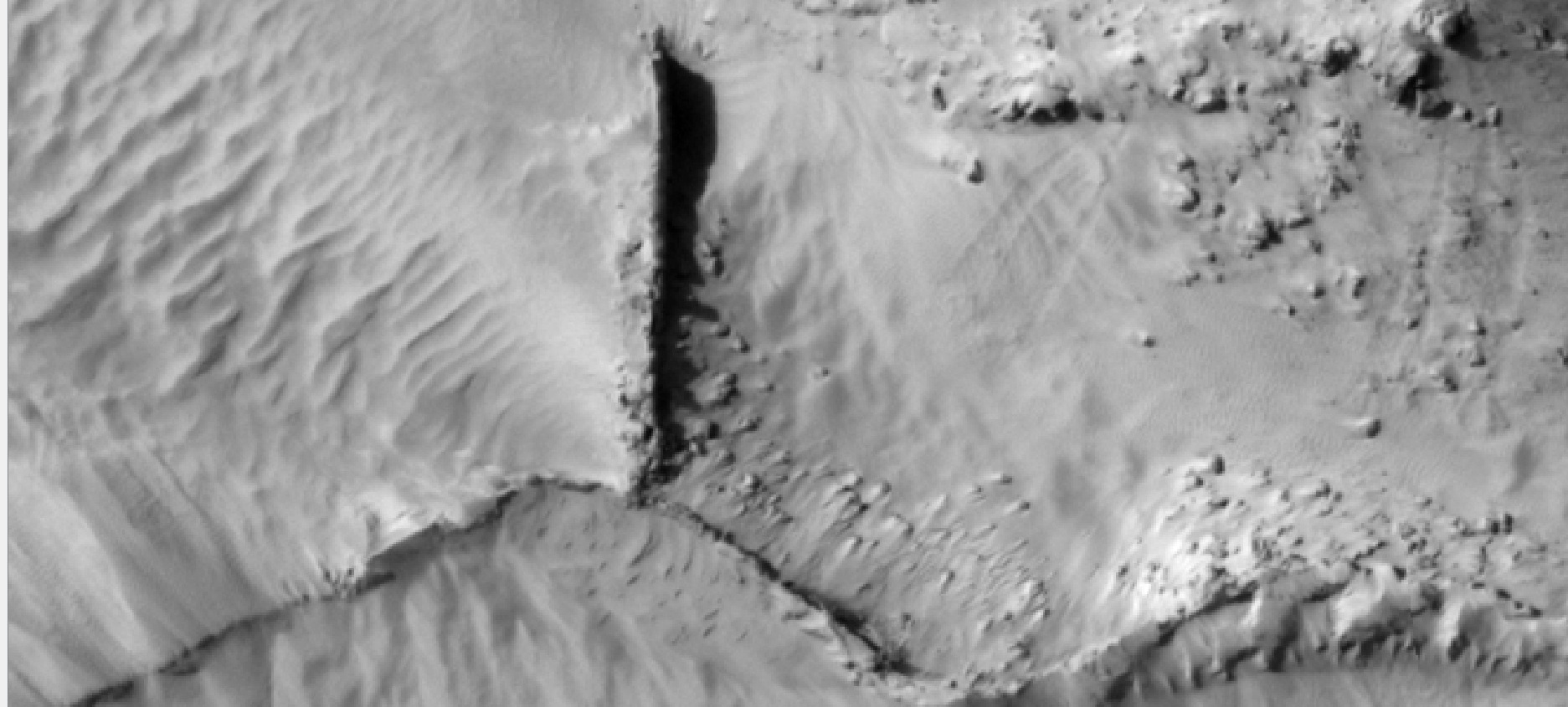
HiWish计划下高分辨率成像科学设备看到的看到的狭窄山脊，这些山脊可能是撞击破裂表面的结果。
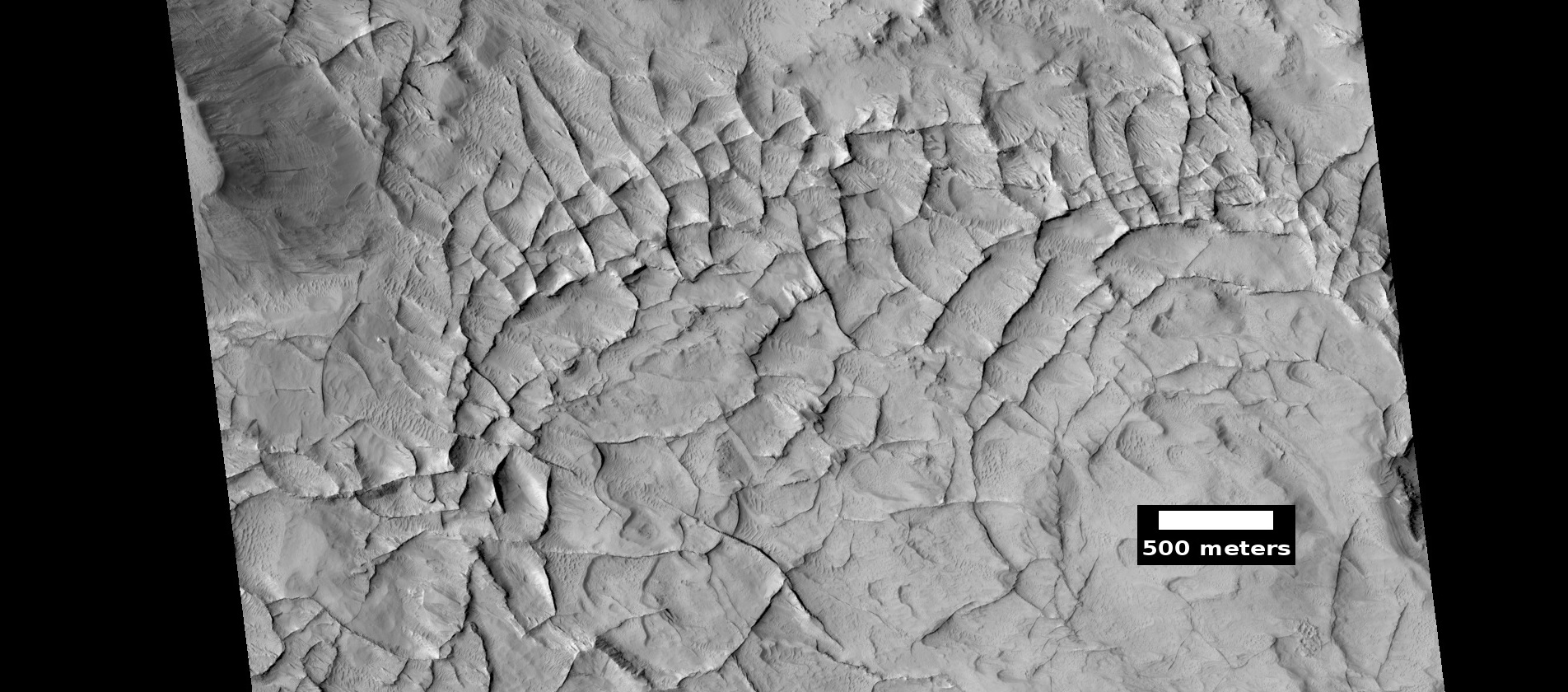
HiWish计划下高分辨率成像科学设备看到的看到的线性脊状网。
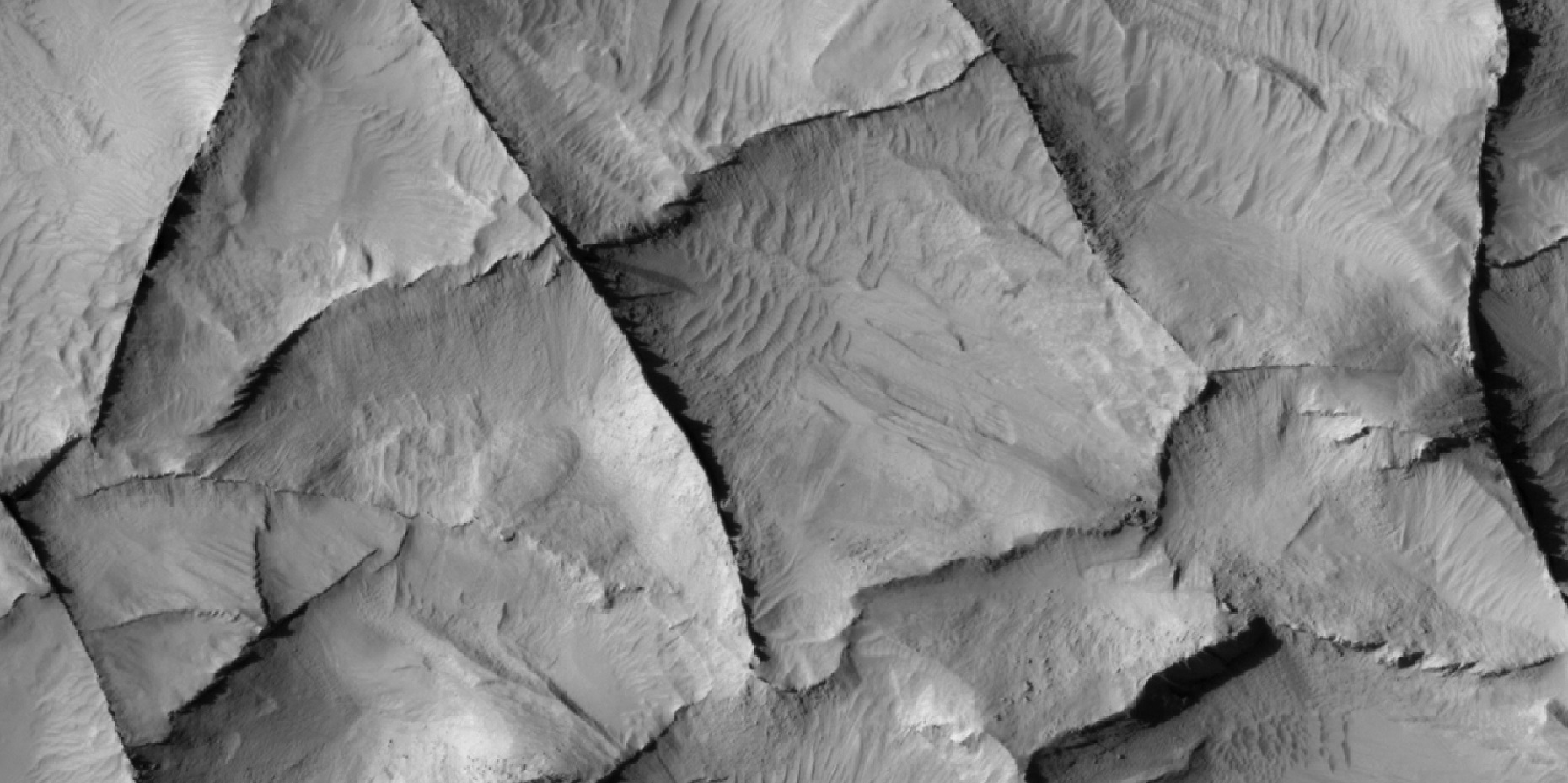
HiWish计划下高分辨率成像科学设备显示的脊线网格特写，为前一幅照片的放大版。
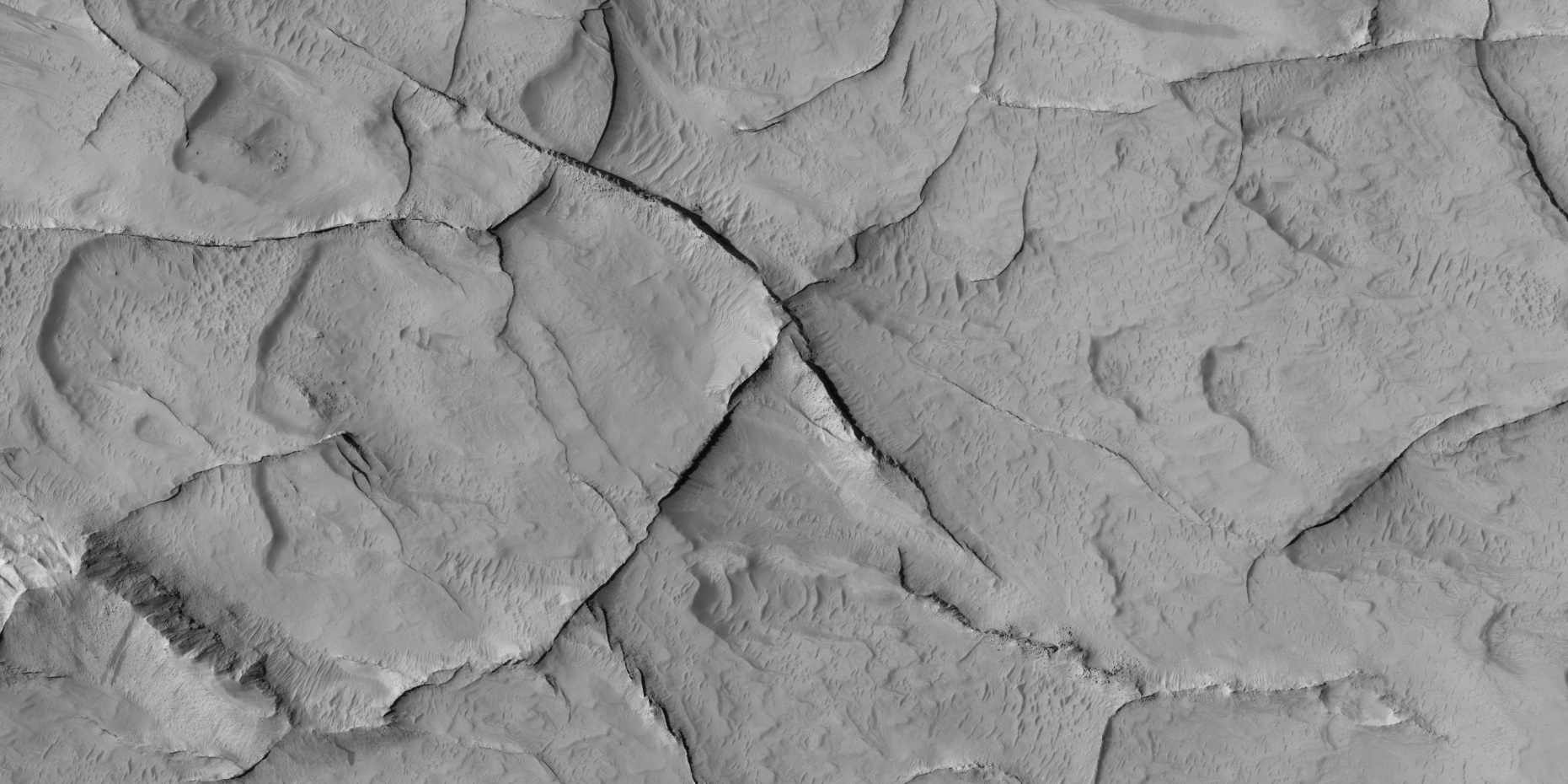
HiWish计划下高分辨率成像科学设备显示的脊线网格特写，为前一幅照片的放大版。
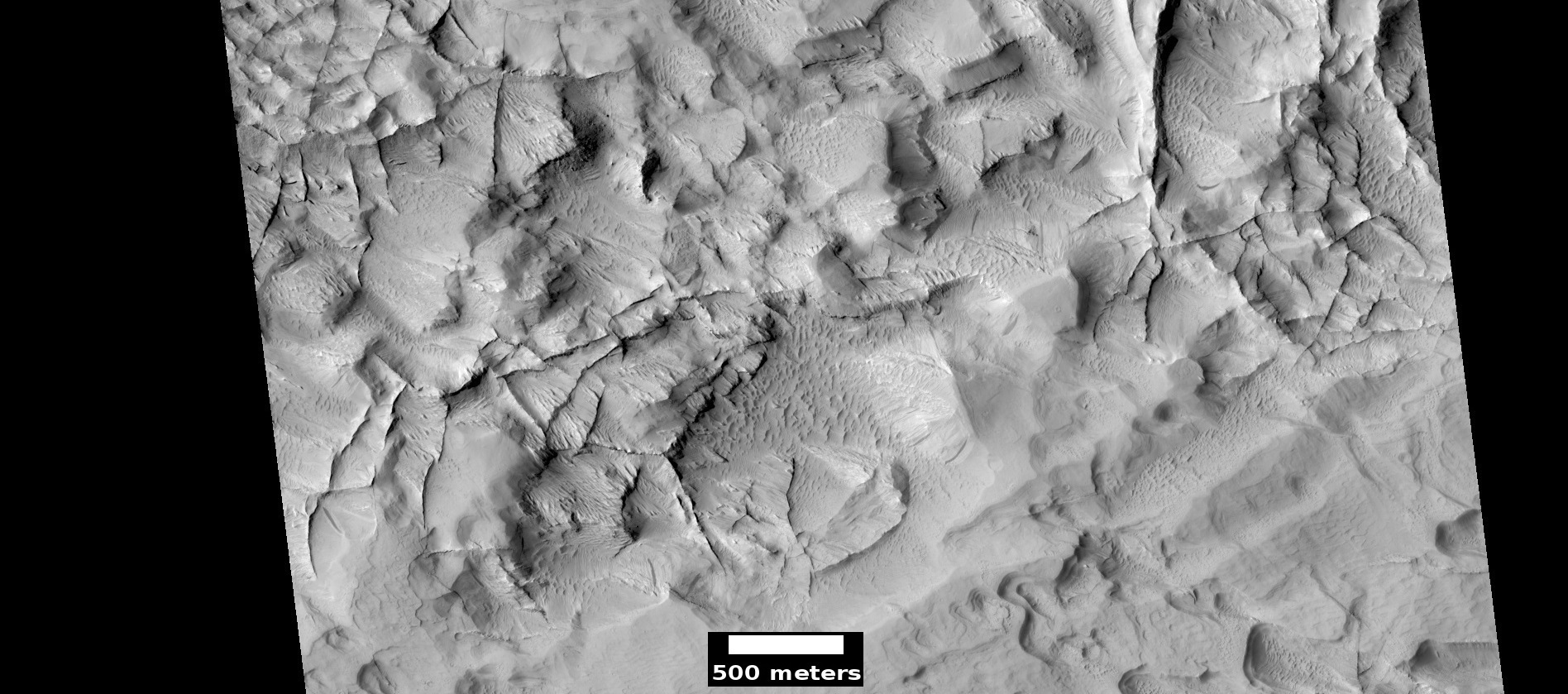
HiWish计划下高分辨率成像科学设备看到的看到的线性脊状网。

## 阿拉伯区的线性脊状网

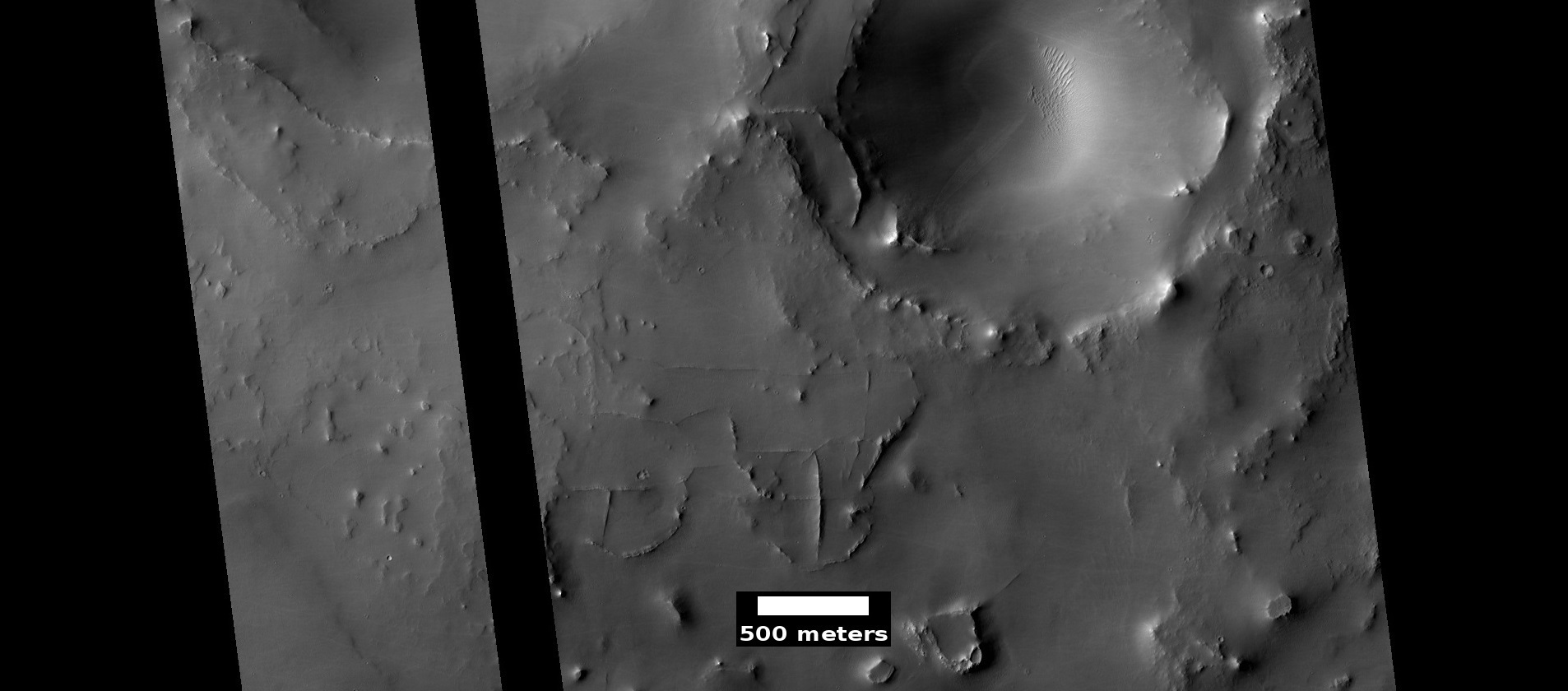
HiWish计划下高分辨率成像科学设备看到的看到的线性脊状网，黑线不属于图像部分
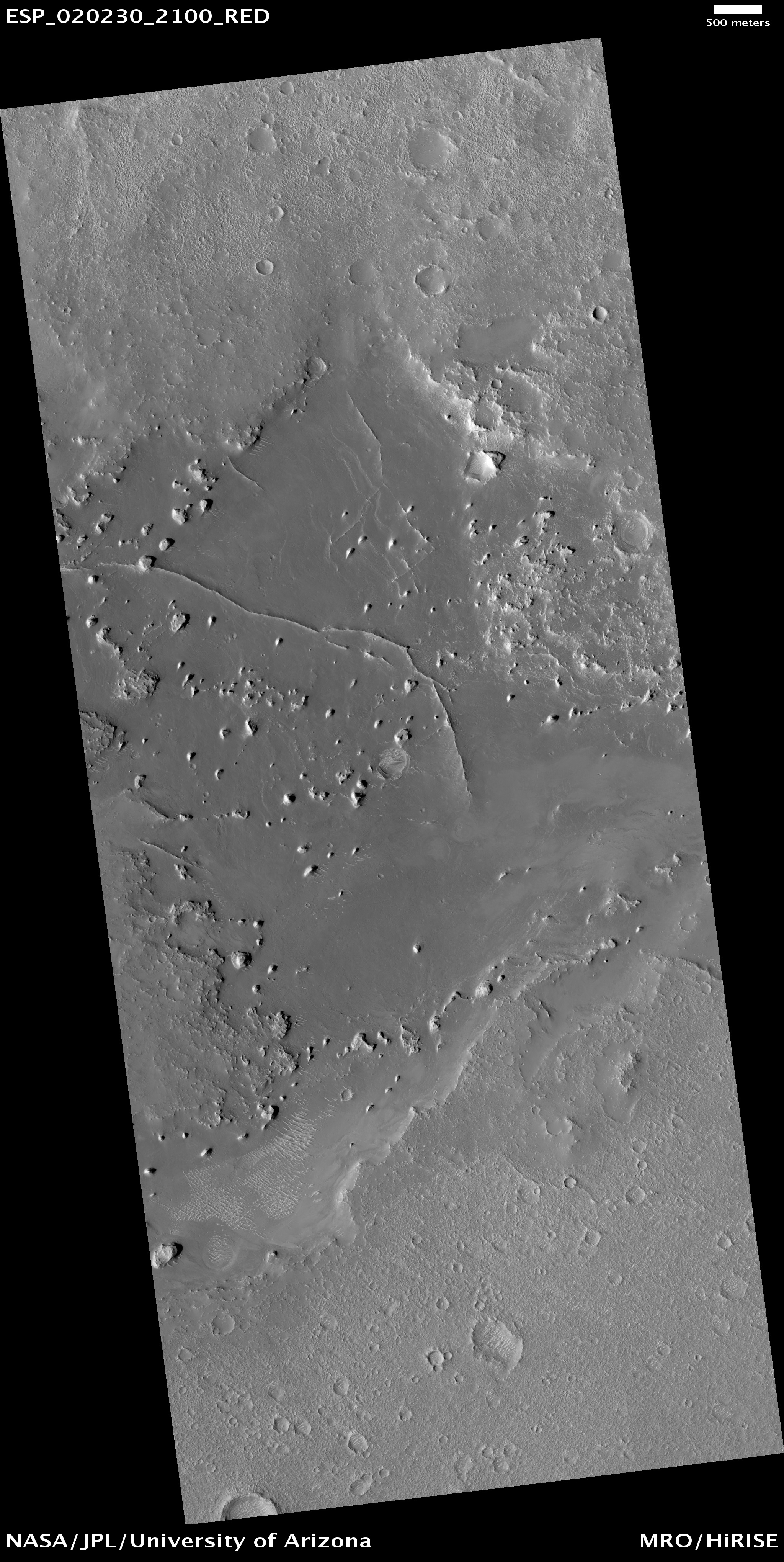
HiWish计划下高分辨率成像科学设备拍摄的一组复杂山脊的特写，山脊可能是古河床和/或线性山脊网残迹。

## 阿耳卡狄亚区的线性脊状网

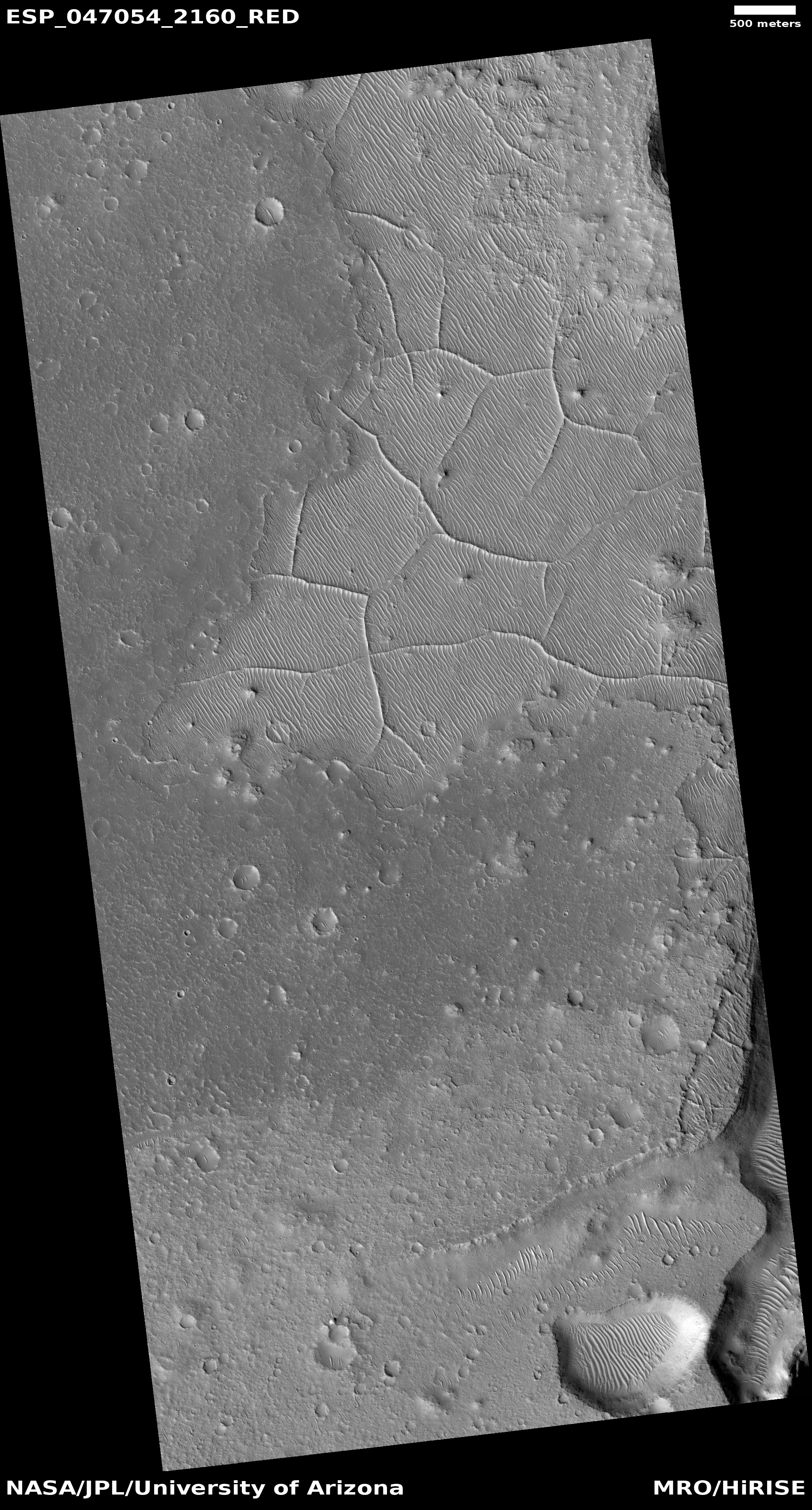
HiWish计划下高分辨率成像科学设备显示的线性脊状网全景图。
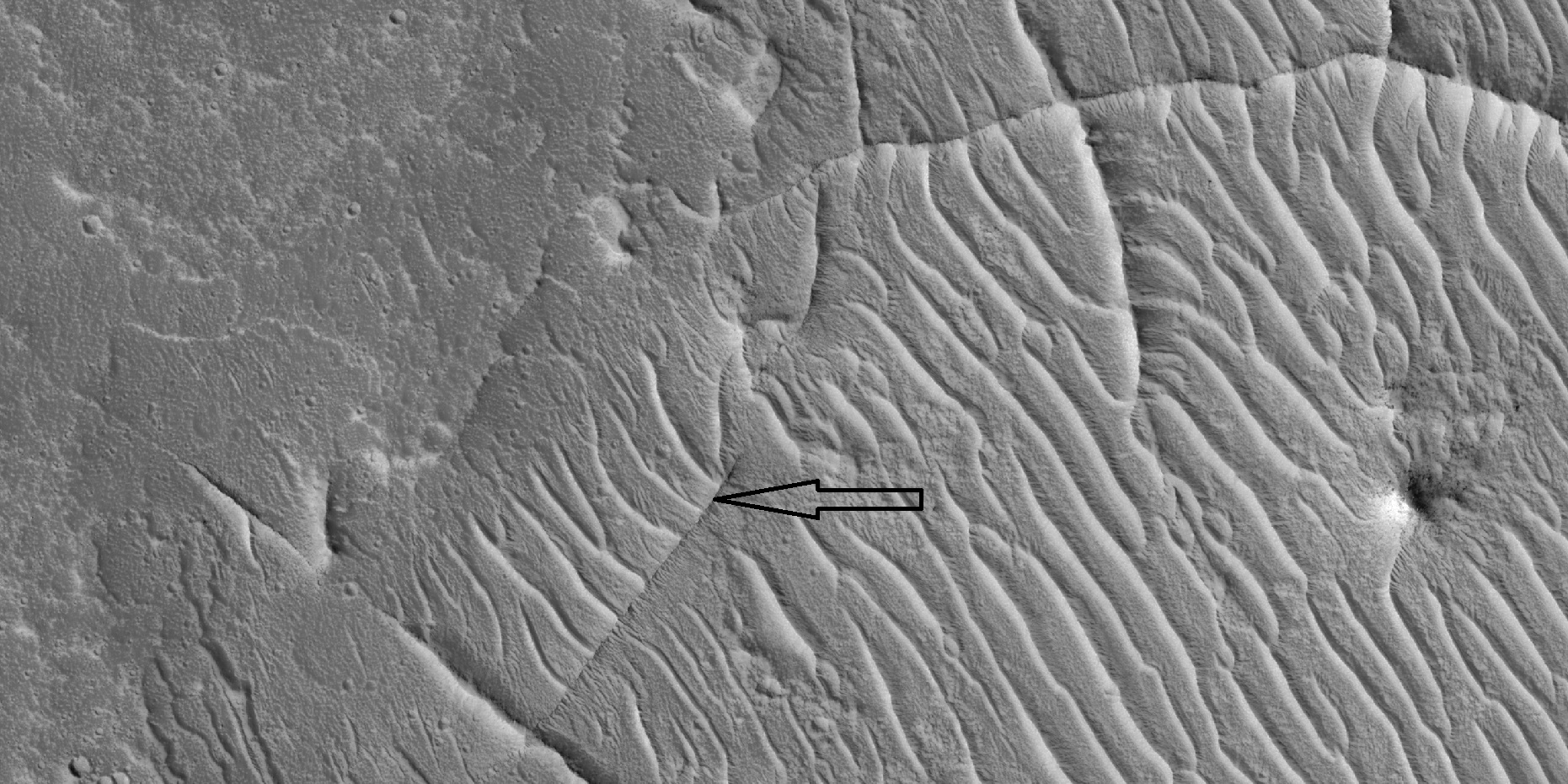
HiWish计划下高分辨率成像科学设备显示的线性脊状网近景图，箭头指向一道细窄笔直的山脊。
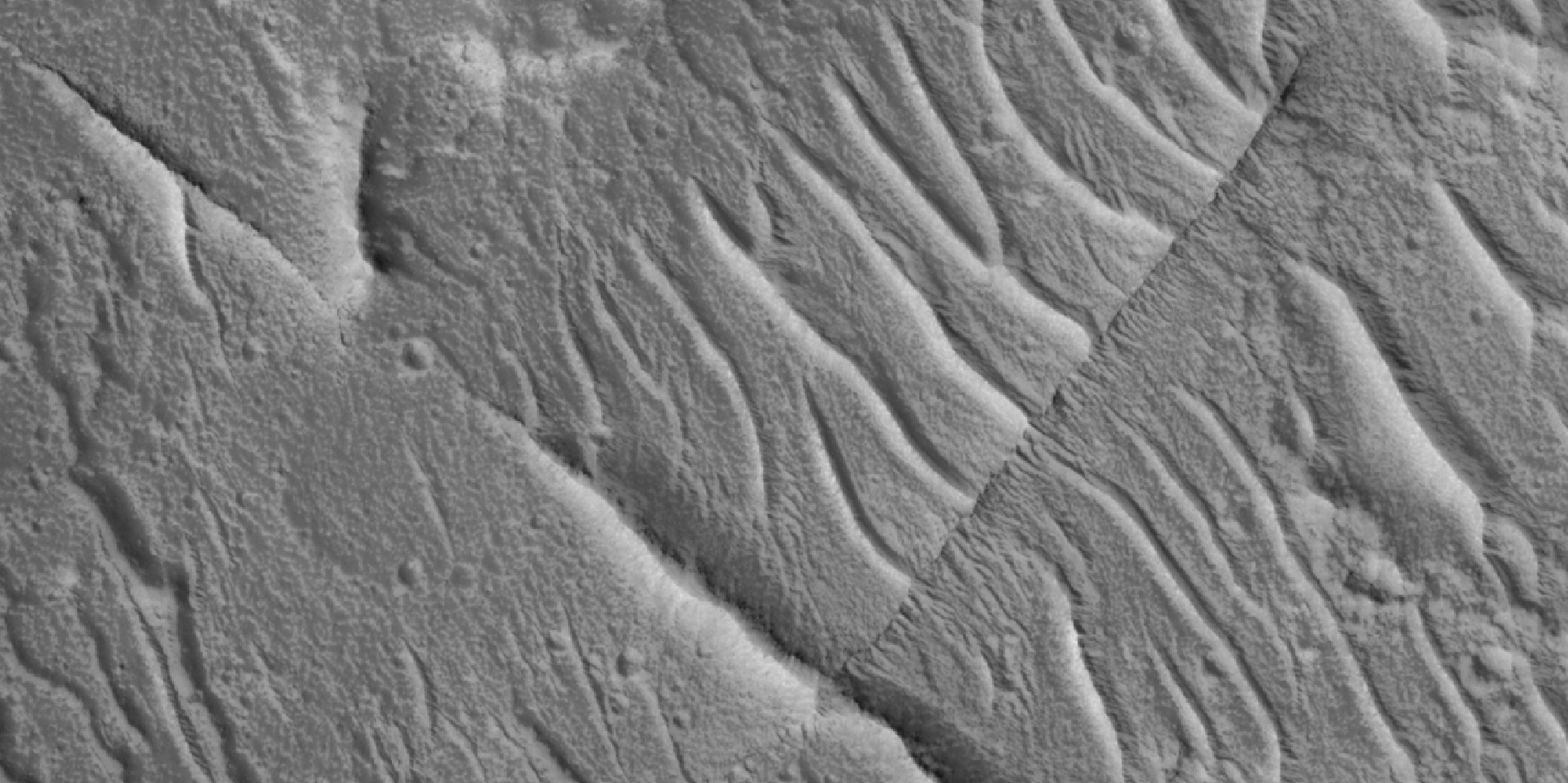
HiWish计划下高分辨率成像科学设备显示的大小山脊近景图
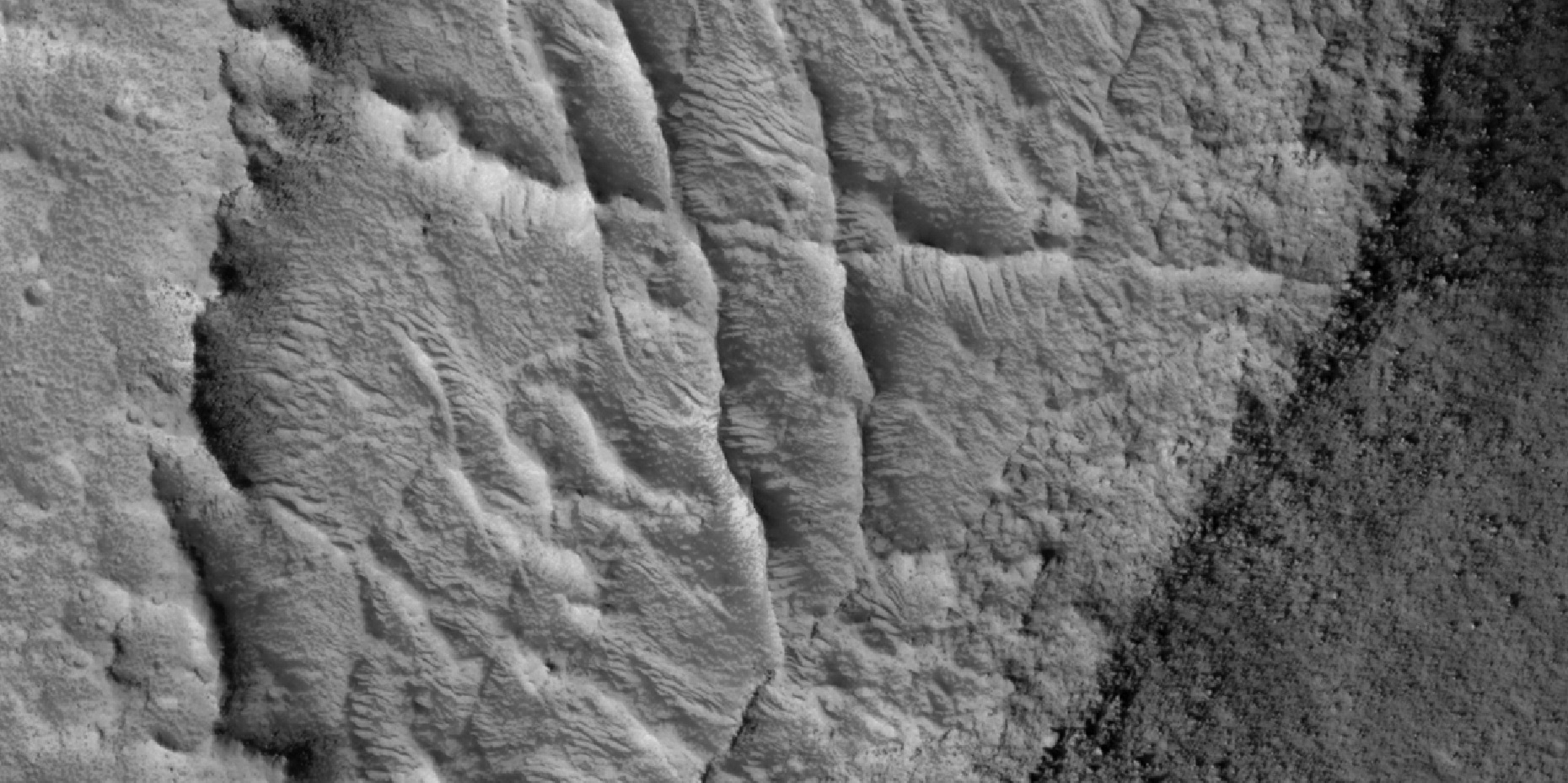
HiWish计划下高分辨率成像科学设备显示的不同大的山脊。

## 另请查看
- 撞击坑
- 岩脉
- 火星地质

## 参引文献
1. ↑  Head, J., J. Mustard. 2006. Breccia dikes and crater-related faults in impact craters on Mars: Erosion and exposure on the floor of a crater 75 km in diameter at the dichotomy boundary, Meteorit. Planet Science: 41, 1675-1690.
2. ↑  Moore, J., D. Wilhelms. 2001. Hellas as a possible site of ancient ice-covered lakes on Mars. Icarus: 154, 258-276.
3. ↑  Mangold et al. 2007. Mineralogy of the Nili Fossae region with OMEGA/Mars Express data: 2. Aqueous alteration of the crust. J. Geophys. Res., 112, doi:10.1029/2006JE002835.
4. ↑  Mustard et al., 2007. Mineralogy of the Nili Fossae region with OMEGA/Mars Express data: 1. Ancient impact melt in the Isidis Basin and implications for the transition from the Noachian to Hesperian, J. Geophys. Res., 112.
5. ↑  Mustard et al., 2009. Composition, Morphology, and Stratigraphy of Noachian Crust around the Isidis Basin, J. Geophys. Res., 114, doi:10.1029/2009JE003349.
6. ↑  Pascuzzo, A., J. Mustard. 2017. ONGOING CRISM INVESTIGATION OF RIDGE NETWORKS AND THEIR PHYLLOSILICATEBEARING HOST UNIT IN THE NILI FOSSAE AND NORTHEAST SYRTIS REGIONS. Lunar and Planetary Science XLVIII (2017). 2807. pdf.
7. ↑  Quinn, D., B. Ehlmann. 2017. THE DEPOSITION AND ALTERATION HISTORY OF THE NORTHEAST SYRTIS LAYERED SULFATES. Lunar and Planetary Science XLVIII (2017). 2932.pdf.
8. ↑  .   [2021-08-18]. （原始内容存档于2021-08-18）.
9. ↑  Osinski, G., et al. 2013. Impact-generated hydrothermal systems on Earth and Mars. Icarus: 224, 347-363.
10. ↑  Carrozzo, F. et al. 2017. Geology and mineralogy of the Auki Crater, Tyrrhena Terra, Mars: A possible post impact-induced hydrothermal system. 281: 228-239
11. ↑  Loizeau, D. et al. 2012. Characterization of hydrated silicate-bearing outcrops in tyrrhena Terra, Mars: implications to the alteration history of Mars. Icarus: 219, 476-497.
12. ↑  Naumov, M. 2005. Principal features of impact-generated hydrothermal circulation systems: mineralogical and geochemical evidence. Geofluids: 5, 165-184.
13. ↑  Ehlmann, B., et al. 2011. Evidence for low-grade metamorphism, hydrothermal alteration, and diagenesis on Mars from phyllosilicate mineral assemblages. Clays Clay Miner: 59, 359-377.
14. ↑  Osinski, G. et al. 2013. Impact-generated hydrothermal systems on Earth and Mars. Icarus: 224, 347-363.
15. ↑  Schwenzer, S., D. Kring. 2013. Alteration minerals in impact-generated hydrothermal systems – Exploring host rock variability. Icarus: 226, 487-496.
16. ↑  Marzo, G., et al. 2010. Evidence for hesperian impact-induced hydrothermalism on Mars. Icarus: 667-683.
17. ↑  Mangold, N., et al. 2012. Hydrothermal alteration in a late hesperian impact crater on Mars. 43th Lunar and Planetary Science. #1209.
18. ↑   Tornabene, L., et al. 2009. Parautochthonous megabreccias and possible evidence of impact-induced hydrothermal alteration in holden crater, Mars. 40th LPSC. #1766.
19. ↑  Pascuzzo, A., et al. 2018. THE ORIGIN OF ENIGMATIC RIDGE NETWORKS, NILI FOSSAE, MARS: IMPLICATIONS FOR EXTENSIVE SUBSURFACE FLUID FLOW IN THE NOACHIAN. 49th Lunar and Planetary Science Conference 2018 (LPI Contrib. No. 2083). 2268.pdf
20. 1 2   Kerber, L., et al. 2017. Polygonal ridge networks on Mars: Diversity of morphologies and the special case of the Eastern Medusae Fossae Formation. Icarus: 281, 200-219.
21. ↑  Ehlmann, G. et al. 2011. Subsurface water and clay mineral formation during the early history of Mars. Nature: 479, 53-61.
22. ↑  E. K. Ebinger E., J. Mustard. 2015. LINEAR RIDGES IN THE NILOSYRTIS REGION OF MARS: IMPLICATIONS FOR SUBSURFACE FLUID FLOW. 46th Lunar and Planetary Science Conference (2015) 2034.pdf
23. ↑  Saper, L., J. Mustard. 2013. Extensive linear ridge networks in Nili Fossae and Nilosyrtis, Mars: implications for fluid flow in the ancient crust. Geophysical Research letters: 40, 245-249.